# 白紙運動
白紙運動，又稱白紙革命（英語：A4 Revolution / White Paper Revolution），或称中国封控抗议、白紙抗議、白纸行动、反“清零”、举白纸示威，是指2022年11月末至12月初，中華人民共和國境內由悼念新疆乌鲁木齐火灾而引發的全國大規模反對清零政策示威潮，得名於國內民眾迫於言論受限而舉起白紙的象徵行爲。運動始於11月26日的南京傳媒學院白纸行动，隨後蔓延至全國。
此次示威潮起源或可溯至10月13日彭立发於北京四通橋上為抗議當局清零政策嚴苛而作的個人抗爭。11月中旬，優化防控措施20條發布後，疫情反覆，20條措施形同虛設，以至於「層層加碼」的做法引起民怨。隨後11月14日夜晚，廣州爆發反封控示威，河南亦同時爆發鄭州富士康抗議。
11月24日，新疆烏魯木齊市天山區一住宅樓發生火災，造成10人罹難，9人受傷。次日晚，烏魯木齊爆發大規模抗議。26日起，白紙運動全面爆發，示威潮至少遍佈中國21省與海外多地，多個大型城市均出現群体性聚集事件，以南京、上海为始，隨後北京、广州、福州、廈門、沈阳、哈尔滨、长春、重慶、成都、蘭州、杭州、西安、武漢、鄭州、大理、长沙、濟南、太原、烏魯木齊、拉薩、佛山、珠海等地的市民和至少近百所高等院校學生先後响应运动。
面對示威持續多日，当局加派警力並低調調整政策。11月30日，国务院副总理孙春兰強調需要繼續完善防疫措施，並表示防疫面臨「新形势和新任务」。据《华尔街日报》及《南华早报》报道，12月1日中國領導人習近平在會晤欧盟领导人夏尔·米歇尔时回应该运动称：“抗議群體主要由學生組成，他們對官方自疫情爆發3年來實施的嚴格清零政策感到沮喪”。
全國範圍內的抗议少見地再次出現在中國大陸，也引发国际舆论广泛关注，被视作1989年六四事件以來中國大陸爆發最大規模的反政府集會示威運動。本次運動抗议者除反对動態清零政策，还呼吁解決中国社会其他不合理的現象，其訴求亦得到官方折衷的回应。有分析认为白纸运动的示威浪潮对刚展开第三任期的习近平民望造成了损害。
本次運動最終促使中国政府让步。國務院聯防聯控機制在2022年12月7日發布「新十条」，动态清零政策实际上终止实施。2023年1月8日起，中国对2019冠状病毒病感染实施“乙类乙管”。当局及大陆媒体通常表示“动态清零”政策总体正确，但承认基层在落实中出现“一刀切”、“层层加码”等问题；民间亦有批评，认为相关说法存在推诿责任之嫌。

## 背景

### 清零政策

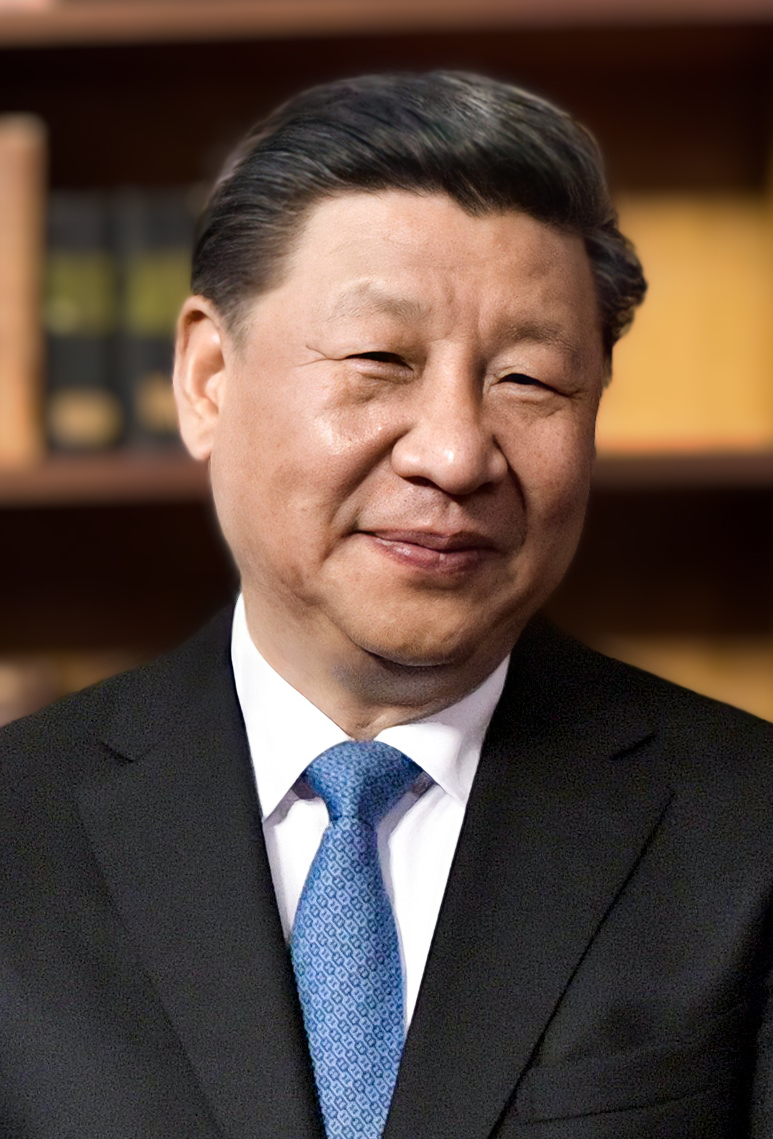
习近平领导的中央政府推行“动态清零”政策所引发的次生灾难是此次运动主要原因。

中共中央总书记习近平领导的中共中央和中央政府推行清零政策所引發的次生災難，被认为是此次運動主要原因。該運動在新疆烏魯木齊火災事件后迅速蔓延至全國。
自2020年起，在习近平领导下，中國的黨政機關為應對2019冠狀病毒病實施清零政策：即在医学收治的同时调查流行病学、隔离一切有接触可能性人员、控制病毒的影响范围，以减少传播和确诊人数的一种防疫抗疫政策。该政策在疫情初期取得了良好成效；然而，隨著傳播力更強的奧密克戎變種的出現，尤其是2022年第二季度大规模封控后，清零政策收效愈发甚微，而其所引發的民生、經濟、次生災難也逐漸引起中國大陸各地民眾不滿情緒。
2022年3月5日，奥密克戎疫情爆发前，全国两会通过的政府工作报告提出全年GDP增长5.5%的目标。实际仅录得第一季度增长4.8%，第二季度由于大规模封控仅增长0.4%，第三季度恢复到3.9%，前三季度录得3.0%，笃定无法完成全年经济增长目标，不仅为习近平执政以来首次，而且自改革开放以来也极为罕见。国际货币基金组织2022年10月世界经济展望判断中国全年经济增长率为3.2%，仅与世界经济增长率持平， 总裁格奥尔基耶娃指“是40年来第一次”。中国城镇青年失业率高达将近五分之一，创下历史新高。根据日本金融服务机构野村控股预测，至11月中旬，全中国三分之一的地区与人口正受局部或完全封控，等同于中国经济产出总量至少五分之二受影响。
10月中共二十大召開時，習近平在二十大報告中提出坚持“动态清零不动摇”；二十大新晋政治局常委中排名最高的李强（排名第二）和蔡奇（排名第五）不仅是习近平派系人物，也可能是堅持清零政策的主要領導者；原中共上海市委书记李强主导了上海封城，但此次却不降反升、破格提拔；原中共北京市委书记蔡奇则传出在6月27日中共北京市第十三次党代会上号召“未来五年”坚持动态清零，引舆论哗然。
11月10日，中國大陆疫情再次升温后，再次連任總書記的習近平主持新一屆中共中央政治局常委會會議，繼續強調堅定不移貫徹「動態清零」總方針，要完整、準確、全面貫徹落實黨中央決策部署。此后疫情持续升温，不断录得中国大陆自新冠疫情全球大流行以来的最高单日确诊数字。各地封控措施再度趋严，触发积怨。
11月22日，微信公眾號“長安課堂”發表了一篇題為《十問》的文章，該文章就當前中國執行動態清零政策時產生的問題，向國家衛健委提出了“十問”。其中提到2022年世界杯沒有核酸檢測及沒有現場觀眾戴口罩，質疑中國人現在是否活在不同的星球，獲廣泛轉載，外界視其為中國民眾對恢復正常生活遙遙無期發出的怨氣。目前這篇文章及相關帖文已遭刪除。
根据路透社在2023年3月的报道，在2022年10月，时任中共中央政治局常委王沪宁与顶级医学专家和高级官员，包括来自宣传机构的官员举行了一次闭门会议，王沪宁在会上要求与会者制定不同的速度的开放路线图。而在中共二十大之后，新任中共中央政治局常委李强和新任中共广东省委书记黄坤明以及医学专家钟南山等人皆向习近平反映过结束动态清零的紧迫性，随后国务院联防联控机制在11月11日发布了二十条。最初二十条被视为是中国结束动态清零的第一步，但随后由于确诊人数激增，习近平开始动摇并在访问东南亚期间下令要求严格执行清零政策，一度大幅放宽防疫政策的石家庄市也恢复了严苛的防疫政策，造成二十条形同虚设，同时也加剧了民众对政府和清零政策的不满。

### 乌鲁木齐火灾
本次運動大規模爆發的导火索是新疆乌鲁木齐於11月24日發生的火灾，造成10人死亡（疑似因消防車因為封控政策無法進入小區救援），而习近平11月25日就所罗门群岛地震致慰问电，但未有對吉祥苑大火有任何表示，由此引发巨大争议。据美国之音等媒體評論报道，大火引發了網民對封城措施的質疑。乌鲁木齐政府称火灾是因为多数人不懂得消防自救导致的牺牲，引发群众强烈不满。隨後，新疆烏魯木齊市民率先發起針對當局的抗議運動，要求解除封鎖措施。據CNN調查，至少一戶遇難家庭為維吾爾族，並聯繫到遇难戶主的两位子女，發現他们自2017年起就在土耳其寻求政治庇护。

## 經過

### 早期：部分民众的诉求

#### 北京・四通桥

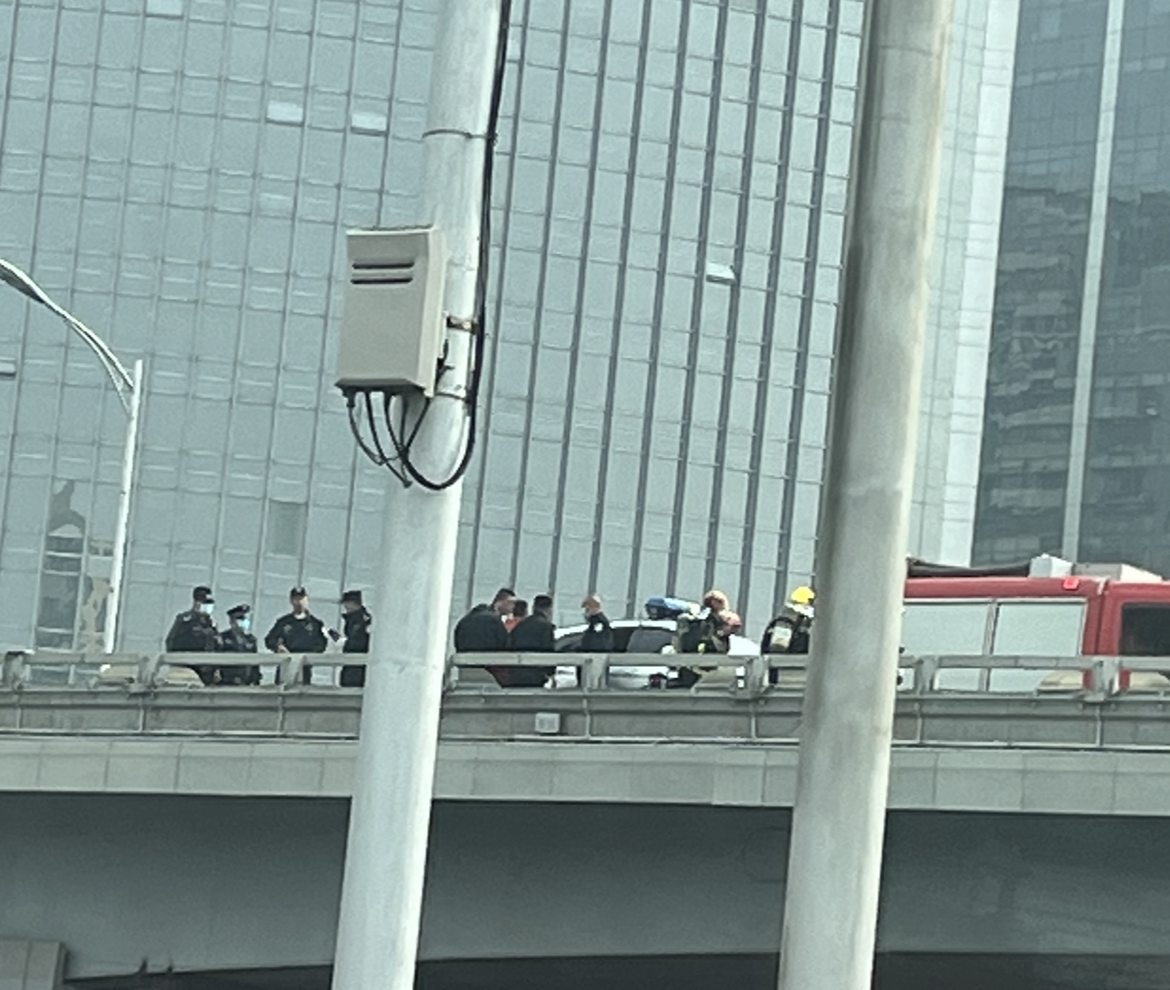
警察到達四通橋並將示威者帶上警車

2022年10月13日，彭立发獨自一人於北京市四通橋上公開展示標語「不要核酸要吃飯，不要文革要改革。不要封城要自由，不要領袖要選票。不要謊言要尊嚴，不做奴才做公民」「罷課罷工罷免獨裁國賊習近平」抗議當局嚴苛的清零政策，警方迅速抵達将其抓捕并清理现场，隨後北京當局在各大立交桥部署了大量看桥员，以防范类似事件再度发生。

#### 西藏
拉萨
2022年10月26日有大量市民上街遊行，要求中國官方解除已在當地實施2個月的清零封城。

#### 河南・郑州

##### 郑州富士康抗议
2022年10月底开始，郑州富士康响应动态清零政策，对员工下令，禁止随意离开厂区。随后，厂内员工陆续有翻越隔离墙回家的现象。11月初，有关富士康员工为避疫情政策徒步离开郑州的视频陆续在网络上传开；作为回应，政府随后在11月中旬要求各公司下属员工签订更替劳工合同，并许诺在厂额外工作期间将获得一定奖金。官方媒体称，截至11月18日，郑州已有超十万人签署了这一合同。
2022年11月22日至23日，富士康有部分员工因不满过低薪水和过分严苛的防控疫情政策而与安保人员发生冲突。厂内员工在中国大陆主要社交媒体上載大量视频，表达自己诉求，并声称富士康并没有按合同提供应有奖金和薪资。据一名员工透露，富士康告知新入职员工称他们将会在2023年3至5月收到这些奖金，而这个时间显然比春节时间晚得多。富士康厂内的示威者还指控富士康在工厂封控期间完全没有分開管理核酸检测阴性与阳性员工。有视频显示，执法部门为平事端一度向工人投掷铁块和棍棒，而工人则将这些扔来的东西捡起，扔向警方车辆。11月23日晚，富士康对旗下愿意辞职并离厂的员工发放了10000元人民币（约1400美元）作补偿，并为这些员工提供免费送回乡服务。

##### 学生抗争
2022年11月8日，郑州黄河科技学院南校区大量学生自发冲卡离开学校，引发周边道路拥堵。据称，该校内不久前出现了感染病例并已经引发疫情传播，学生因恐慌而逃离学校。离校学生在郑州火车站遭到扣留，但仍有部分学生通过公共交通和私家车等方式返回了家中。河南省多地也发文通知，要求排查该校返回学生。11月9日，河南省教育厅安全管理处回应称，该校区发现8名学生感染新冠病毒，均已送至隔离治疗，大部分离校学生已经劝返回校内，并统一进行静默管理。
2022年11月16日，因郑州大学未按照国务院出台的二十條措施解除校园内的封锁措施，部分学生自发在校内聚集并向校方表达了反对过度防疫的诉求。在进入学校行政楼后，学生提出了四点诉求，其中包括：按照二十条措施解除封控、及时透明公布疫情信息、取消提前结课与考试、建立与校方的有效直接对话机制，但均未获得回应。期间，抗议者曾呼吁围观同学加入抗议队伍，未获得积极响应。校方于当晚搜查了学生宿舍，被指有意查处参与抗议的同学，抗议活动失败。

#### 廣州・海珠区
2022年11月5日起，广州展开了新一轮封控管理。当天夜里，海珠区有市民聚集起来冲破了用来阻隔封控区和外界的铁制障碍物，并呼吁解除封控。據影片畫面顯示，幾人合力推翻警車。该行政区域是外省务工人员的主要聚居地，这些务工人员因为疫情封控管理而无法找到工作，收入也因此无法得到稳定保证。根据网上传出的影片，抗议人士还斥责称核酸检测排队所耗费的时间过长，且定期提供的基本日用品价格昂贵，一些食品也并不新鲜。务工人员还认为，当地的政府对他们几乎熟视无睹。

#### 重庆
2022年11月24日，一段关于一名重庆青年在居民区讲话的视频在网络上流传开来。视频中，青年高呼：「不自由，毋宁死！」「这个世界上只有一種病（原文如此），它叫不自由和窮，我们现在全占了！」随后，当执法部门赶来准备将其逮捕时，民众主动站出拦住警方，并将該青年拉走，使其暂时逃脱。事后該青年被网民譽為「重庆超人哥」，其言论亦在网上广泛传播。

### 大規模爆發：对乌鲁木齐火灾的反应

#### 新疆
乌鲁木齐
受到烏魯木齊抗議影響，中国大陆民眾走上街頭示威以聲援該運動，各地小區民眾強行撬開社區大門。根据路透社对居民发布到社交媒体上的帖文的统计，到26日晚，至少有10个小区也在居民抗议之后，官方取消了封控计划。

#### 江苏
南京
11月26日，南京传媒学院学生自發聚集悼念新疆乌鲁木齐大火的死难者的活动並舉白紙喊出「人民萬歲，逝者安息」口號。當時执行校長曹国圣趕到現場，稱學生“總有一天要為自己今天所做的一切付出代價”。有學生對此回應「你也要為你所做的付出代價，這個國家也要付出代價」、「你是貴州大巴上的死難者麼」。另有一位女學生手舉空白紙張站在階梯前表達抗議，一位看似是校方管理者的男性上前拿走紙張。旁觀學生問到：「白紙能有什麼攻擊力？」，影像随即在网路上广泛传播，后各高校學生举白纸声援，引起全國範圍反對動態清零政策的學潮。12月5日，南京工业大学发生学生抗议。在前一天，学校由于发现一例冠状病毒病阳性，宣布封校5天。学生希望校方领导立刻给出方案，允许自愿返乡，并与校方和随之而来的警方发生对峙。学生喊出校方人员要“为学生服务”並警告校方警務“动手就是第二个富士康”。

#### 北京
2022年11月26日，北京海淀清棠灣社區有民眾拆開封控鐵皮，官方回應高風險區會及時解封。翌日，北京市朝陽區多名市民在亮馬橋一帶高舉白紙，悼念火災死者。晚間亮马河畔也出現人潮和警察，部分人士手持白紙表達抗議，民眾則在河邊放置鮮花並點燃許多燭火，为新疆烏魯木齊火災罹難者哀悼。晚間時現場亦有人士發言稱運動參與者中“有境外反華勢力”，即遭多名民眾駁斥反問，“請問你说的境外勢力是马克思和恩格斯吗？是斯大林吗？是列宁吗？”“請問新疆的火是境外勢力放的嗎？請問貴州的大巴是境外勢力推翻的嗎？”“大家伙是境外勢力叫來的嗎？我們連網都上不到國外的，我們哪兒來的境外勢力？境外勢力怎麼跟我們溝通？我們現在是能出國，還是能上國外的網？他們怎麼聯繫我們？”並化用政治諷刺電影《史達林死了沒？》中的臺詞道：“哪兒來的境外勢力？月球嗎？”此后，现场也有发言称：“我们只是要那个民主、自由、开放的（中国）共产党回来，仅此而已”，并高呼“不要修正主义”，并得到在场民众的广泛呼应。也有人高喊「釋放上海市民」，聲援上海抗議民眾，不少经过的私家车甚至公交车鸣笛以示支持。27日晚間，至少有百人聚集在亮马河畔，高喊「我們要普世價值」「我們要自由平等民主法治」「我們不要獨裁」「我們不想要個人崇拜」等口號。也有抗议者高举白纸，喊着「继续封控，全部关死；我要做核酸，我要被封控」、「我要进方舱」等反串话语。當日，一名BBC記者採訪兩位民眾為何要參與運動，後者用英文答曰“這是我的職責（It's my duty）”“這是我们的職責（It's our duty）”，有媒体認為重現了33年前六四事件一幕：當年有學生答了同一句話。
据11月27日的一位亲历者介绍，此次活动的一个特点是去中心化。他表示，现场的年轻人在发出自己诉求的时候都很谨慎，不会越过那条隐性的界线。“有人喊了口号是‘不做核酸’，后来改成了‘少做核酸’，因为要尊重想要做核酸的人的权利，”他举例说。但当天大家喊出的诉求也不局限在核酸和封控政策，人们多次呐喊“上海放人”，喊得最多的口号则是“新闻自由”，“言论自由”。还喊了好几次“电影自由”，考虑到北京是中国电影行业的中心，北京也有不少年轻人从事该行业，这个口号也非常应景。他说，虽然年轻人参与的热情很高，但是并没有一个非常清晰的口号或者诉求，而警民双方对立的情绪也没有被太过激化。根据他的观察，大概有30%的车会鸣笛示意，几乎所有过路车辆都会拉下车窗拍摄，抗议的人群也给出回应。

#### 上海

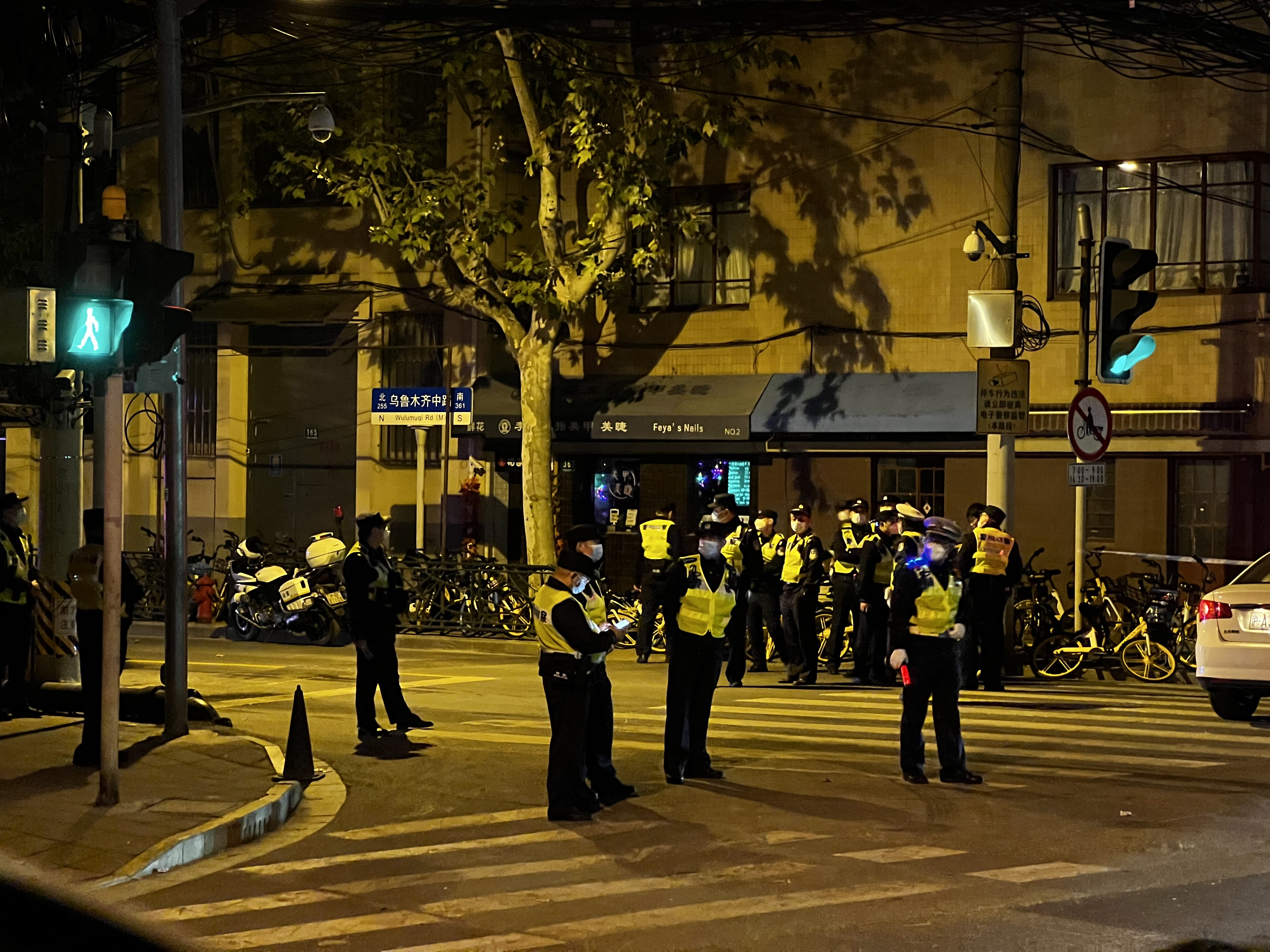
2022年11月27日晚，駐守在乌鲁木齐中路的中國人民警察

2022年11月26日至27日，上海民眾聚集在烏魯木齊中路的匯賢居和亦園門外，呼籲摘掉口罩、結束「動態清零」政策、結束中國共產黨執政地位。有民眾在「烏魯木齊中路」路標下點起白色蠟燭，以此悼念烏魯木齊火災死難者。有民眾高呼「新疆解封！」、「（中国）共產黨下台！習近平下台！」；上海市闵行区天山西路愛博六村民眾高喊要求解封；一名上海男士手舉鲜花上街，並反問在场警察：“我拿著鮮花我犯法了嗎？”他旋即遭到警察的暴力毆打與逮捕。有民众在接受采访时表示，“最近兩天全國的遊行就像星星之火可以燎原一樣，”“我感覺大家的聲音可以響亮地發出來，我覺得很有力。”
11月27日晚間，網上流傳兩段影片，分別為上海警察在警用大巴車上與被抓上車的民眾爭執拉扯，及疑似便衣在大巴上毆打被抓民眾的畫面；上海市中心的群眾則重新聚集，喊出「警察放人」口號，網上流傳片段顯示，在一辆大巴車內，有穿着黑衣男子要求車內一名女子解鎖手機被拒絕，兩次掌摑她，並拉上窗簾。之後有微博用戶發出疑似該黑衣男子的姓名與警號並在網上流傳。另有身穿制服的上海警察在另一輛大巴車上，與被帶走的民眾發生拉扯，期間警員涉搶奪該名市民手中的手機。
抗爭期間有三人獲民間稱為“上海的坦克人”，其中兩人一男一女據傳是來自復旦大學新聞學院的人士，在26號晚間與警方組成的人牆對峙，民眾為其拍的照片被拿來跟六四事件和雨傘革命呼應；另一人為上海市民，27號晚間站在慢駛中的警車前，試圖阻擋警車前進，路旁的市民先是發出歡呼聲，但迅即有一批警員衝前，把該名市民按在地上，拖行拉走，市民立即鼓譟大罵。英國廣播公司的特派記者爱德华·勞倫斯，在上海採訪抗議活動時，遭到警方暴力逮捕，群眾高喊放人。而後上海警方在烏魯木齊路中路兩旁設起藍色圍籬架，要求周邊商店及咖啡廳暫時關閉。

#### 甘肅
兰州
2022年11月26日，兰州市多個小區的居民相繼走上街頭抗議，起因是负责采集核酸的工作人員新冠抗原檢測為阳性，导致群众不满。他們突破封控栅栏，掀翻核酸檢測亭，要求解封。

#### 湖北
武汉
2022年11月27日，中午時分，汉口硚口区中山大道，有市民自發用共享单车封住道路，聚集人數逐漸上升。隨後民众走上漢正街演變為遊行抗議要求解封，并沿途推倒防疫人员設置的水马與隔離墻，宣布自行解封。入夜後，示威聚集人數持續增加，有報道指聚集人數過萬，大批特警到現場组成人墙来区隔民众，引發雙方衝突，有報道指警方一度開槍。與此同時，市內包括漢陽區、盤龍城和江漢路等地亦爆發上街抗議。最後區長出面與民眾交涉，晚上11點左右，因下雨和警察清場，漢正街人群逐漸散去。據網上片段可見，當地警察在深夜展開清場行動時，現場民眾拍下警察逮人畫面，只見警察一邊拖行、一邊毆打遭到逮捕人士。路透社報道指出，聚集民眾有數百人，喊出“反独裁”口号，并推倒沿途路障。。另有網友稱，不僅漢正街聚集了上萬人，洪山區、江夏區、南湖等地的民眾都有上街遊行。而在江岸区的一元路有约数十民众拿着白纸冒雨在路边站立抗议。

#### 湖南
长沙
2022年11月27日，數十名长沙市民走上雨花区星光天地商场，悼念新疆火灾罹难民众，呼吁终结严厉的清零政策，並且叫喊「我們都在同一棟樓裡，只是火沒燒到我們身上」。

#### 廣東
广州
2022年11月27日入夜後，廣州海珠橋和海珠广场一帶，有抗议者聚集示威和悼念，警察在晚上10時許將海珠廣場圍封，有畫面顯示有人被警察抓走，而在警察的包圈外还有人高喊「放人」。有抗議者叫喊「不要圍觀請加入，不要封控要自由」和粤语“广州加油，自由万岁”、“广州人，企起身”口号，又有民眾高唱香港樂隊Beyond名曲《海闊天空》和《光辉岁月》。一些示威者嘗試與圍堵在面前的警察溝通，有人用普通話問：「你們是誰的父親，又是誰的兒子？你們最開始考入警校，就是為了站在這裏封住你們所服務的人民嗎？」有人用粵語苦口婆心：「三年了，過夠了，飯都沒得吃，你們也是人，也知道現在工作不好做啊，你們這樣，回家睡不睡得着啊？」但没有人回应。期间有人認為示威者在「搗亂」，喊着「廢青回家！」，有人回擊：「要返自己返啦！」
2022年11月28日，廣州瀝滘牌坊一帶，有民眾昨深夜在街頭聚集要求解封，從網上片段可見，抗議民眾掀翻原本用來做核酸檢測的核酸亭，期間還可看到民眾不斷丟擲相關物品，藉此表達對長期封控的不滿，遭身着防护服的警务人员鎮壓。
2022年11月29日晚間11時左右，海珠區後滘再次發生群體事件，影片可見大批身穿防疫服裝的警察持械巡逻。
2022年11月30日，廣州也傳出又要大規模且長時間封控，導致廣州高速公路和車站，在深夜突然湧現大批要逃出城的人潮。中國網友拍下廣州高速公路，湧現大批出城的車流，廣州一些學校突然要求，所有學生離校，車站塞爆趕著逃的人潮，放眼望去更多的是被迫就地露宿的農民工。

#### 四川
成都
2022年11月27日，成都市望平街、濱河路等出現大批示威者。游行人潮经过途中许多市民在路面和居民楼窗口驻足观望，引起更多老年人和中年市民手举手机参与，沿途高唱《团结就是力量》。有民众手举白纸，众人则一齐高喊：“不自由，毋宁死”。另一些视频则显示，市民们高喊的口号还有：“反对独裁”、“不要终身制”、“不要文革要改革”、“要人权”等等。其中，游行队伍从武成門橋出發直到西南電力設計院被警察阻拦，最终总路径长达2.7公里，在夜晚十點多，游行人群浩浩蕩蕩，一眼望不到頭，鋪滿了雙向四車道的玉双路。根據中央社報道，示威人潮可能達上千人。

#### 雲南
大理
2022年11月27日，大理市數十人走上街頭，彈奏吉他、手持白紙聲援運動。
昆明
2022年11月28日，昆明市园西路有数名群众手举白纸站立街头表达对清零政策的不满和抗议，后被警察强行带走。

#### 山西
太原
2022年11月27日，太原市平陽路有群眾聚集舉行街頭演講，一位中年女子在演說時被警察搶奪麥克風，激起周圍群眾不滿，多人回應「為啥不讓她說話？」
2022年11月29日，有隔离居民与政府官员发生冲突，前者要求解除封控。

#### 浙江
杭州
2022年11月28日晚間，湖滨银泰in77十字路口有上百名市民發起示威集會，訴求當局立刻釋放被捕人士。附近的地铁站龙翔桥站于晚7点起临时关闭。期間有轎車在in77鄰近的十字路口等紅綠燈時，播放音樂劇的名曲《你可聽到人民在歌唱？》，獲現場示威民眾好評，並獲歡送離開。

#### 山東
濟南
2022年11月29日，在山東省濟南市城基中心，亦有民眾要求解封，示威人士試圖衝破防疫封鎖線，他們一邊推開路障，一邊高喊「解除封鎖」，與穿著防護衣的公安人員發生数次激烈的肢體衝突。

### 学生运动

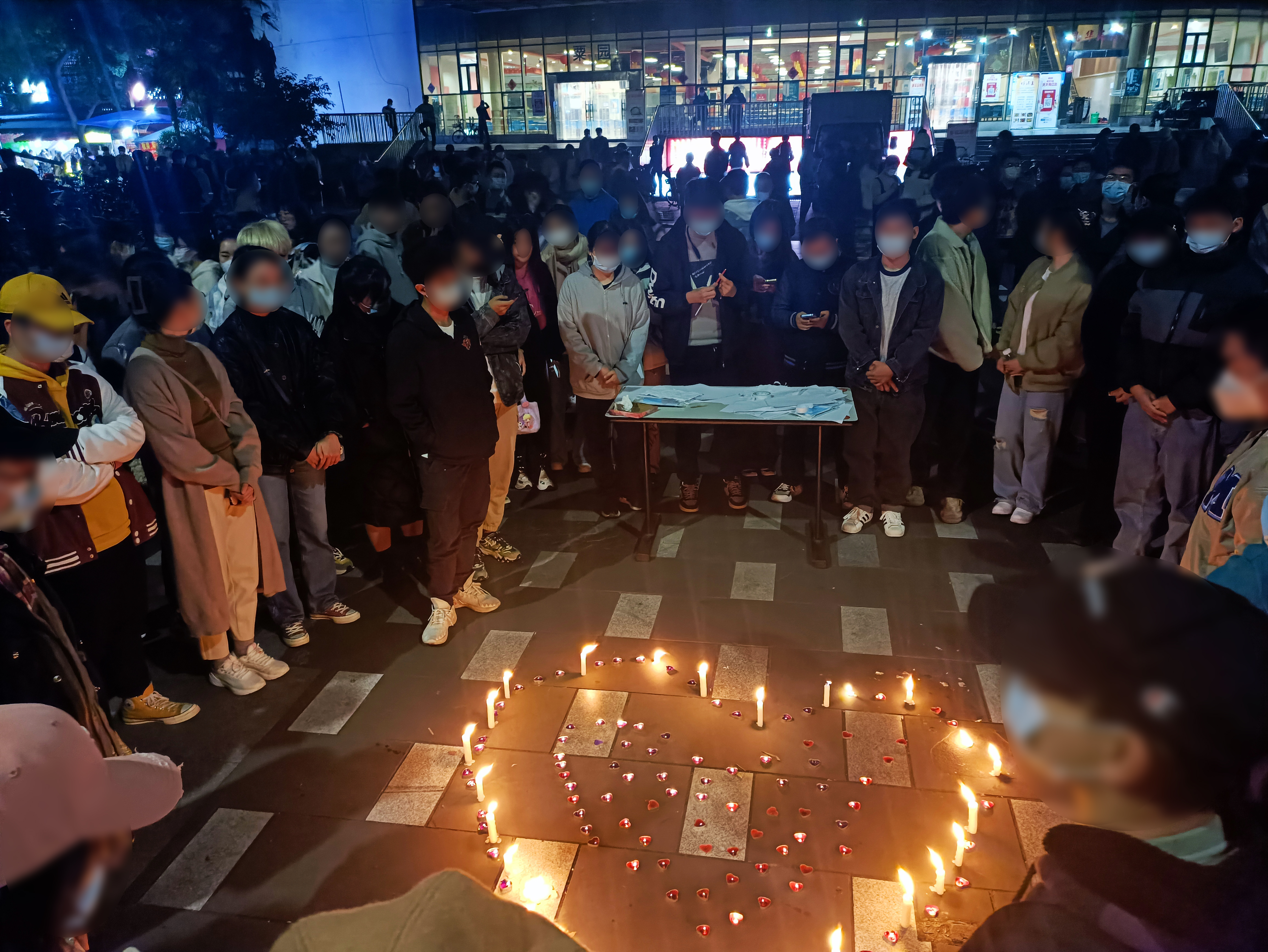
成都西南交通大學的學生舉辦的燭光紀念儀式，哀悼烏魯木齊事件。

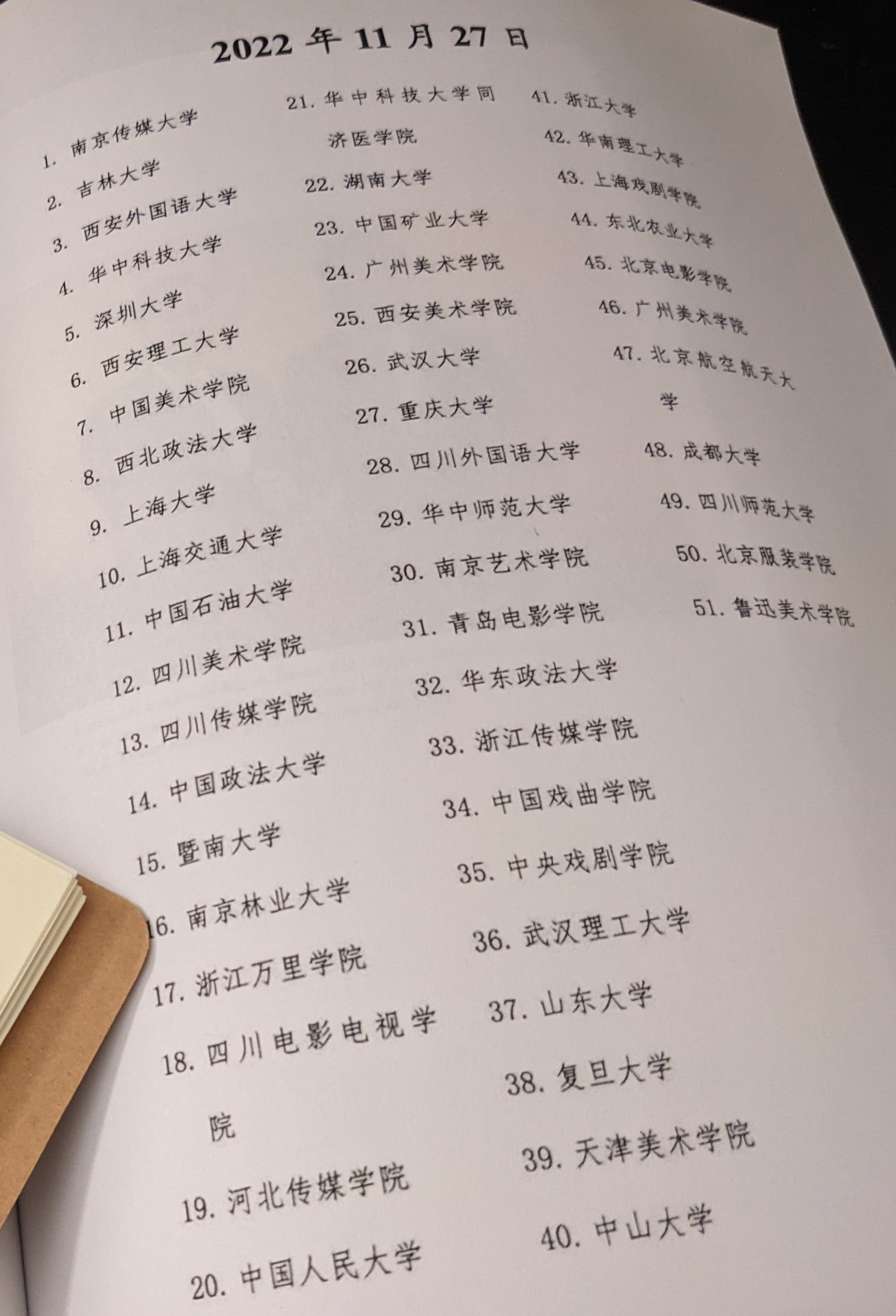
在白紙抗議發起當日迅有51所高校串聯以聲援運動

至少21省、近百所高等院校的學生發起了相关抗議活動。

#### 華東地方
南京传媒学院
南京传媒学院学生於11月26日率先自發聚集，哀悼11月24日乌鲁木齐大火的死难者的活动並喊出「人民萬歲，逝者安息」口號。校長到場恫嚇學生總有一天要為自己今天所做的一切付出代價。瞬間引爆學生怒火，這時學生回嗆「你也要為你所做的付出代價，這個國家也要付出代價」、「你是貴州大巴上的死難者麼」等言論。一位女學生手舉空白紙張站在階梯前表達抗議，一位看似是校方管理者的男性上前拿走了紙張。旁觀學生問到：「白紙能有什麼攻擊力啊？」，另一名女學生暴氣吼「舉頭三尺有神明」。
南京林业大学
南京林业大学有学生借艺术创作、或是举白紙、张贴标语，要求正常生活或鼓励民众觉醒的诉求。
福建农林大学
福建农林大学在11月28日有學生在路燈桿上貼哀悼在新疆烏魯木齊大火中的遭難者。
东南大学
东南大学学生间有传递照片及视频显示该校有卫生间隔间内写有“不自由，毋宁死”等字样。
浙江大学
浙江大学学生於11月27日晚间，聚集在紫金港校区文化广场上，高举白纸表达哀悼与抗议。
復旦大學
復旦大學新聞學院的學生亦相應抗議，期間兩名復旦大學教授擋在警隊面前保護學生。
浙江万里学院
浙江万里学院同學在教室牆外張貼「默哀、不要麻木、不要沉默、不要無視、不要忘記」，一旁貼出的大大的「自由」，卻早已被人撕爛，最下面寫著作家魯迅的一段「願中國青年都擺脫冷氣」「此后如竟没有炬火，我便是唯一的光」，最後還寫到，「這個社會至少要讓年輕人看到希望！」
青岛电影学院
青岛电影学院在27日也貼出沉重悼念1124遇難同胞，紙張上並寫下「不要麻木、不要沉默、不要無視、不要忘記」。
济南大学
濟南大學在28日晚有學生在二食堂悼念遇難的烏魯木齊同胞，紙上寫著“解封、自由、人命。”

#### 中南地方
深圳大学
深圳大學里有不少深大學生在學校到校外的封閉門上寫道「崇尚自由，人民万岁」，標語隨後就被校方塗掉，亦有網友表示像極了2019年香港運動時寫在街上的標語最後被厚重白石灰蓋過去。
廣州暨南大學
廣州暨南大學番禺校區學生11月26日自發地在校內宿舍公共區域內貼哀悼新疆烏魯木齊火災遇難者標語並獻花，但很快被校區負責人撕下，後續其他校區內學生先後貼出“讓人說話，天塌不下來”、“Do you hear the people sing?”等話語。

#### 東北地方
大连外国语大学
大连外国语大学27日有学生在校内雕像张贴标语：“404 NOT FOUND”“您所浏览的内容依据相关法律不予以显示”以此表达对当局的抗议。
哈尔滨工程大学
哈尔滨工程大学有学生在校内图书馆旁的雪地中写下：“Democracy（民主）”，“言论自由”，“民主”，“法制”等文字，然而很快字迹就被保安清除。在21号教学楼多层厕所内，学生张贴标语“向乌鲁木齐遇难同胞默哀”，“好，好，好”来表达对当局的不满。
东北农业大学
东北农业大学有学生在校内张贴标语：“不自由，毋宁死”。
东北林业大学
东北林业大学28日有学生在校内露天篮球场金属网上张贴标语：“拒绝基层滥用权力，拒绝基层暴力执法”等标语，但当日被学校保卫处摘除，并张贴监控警示牌。

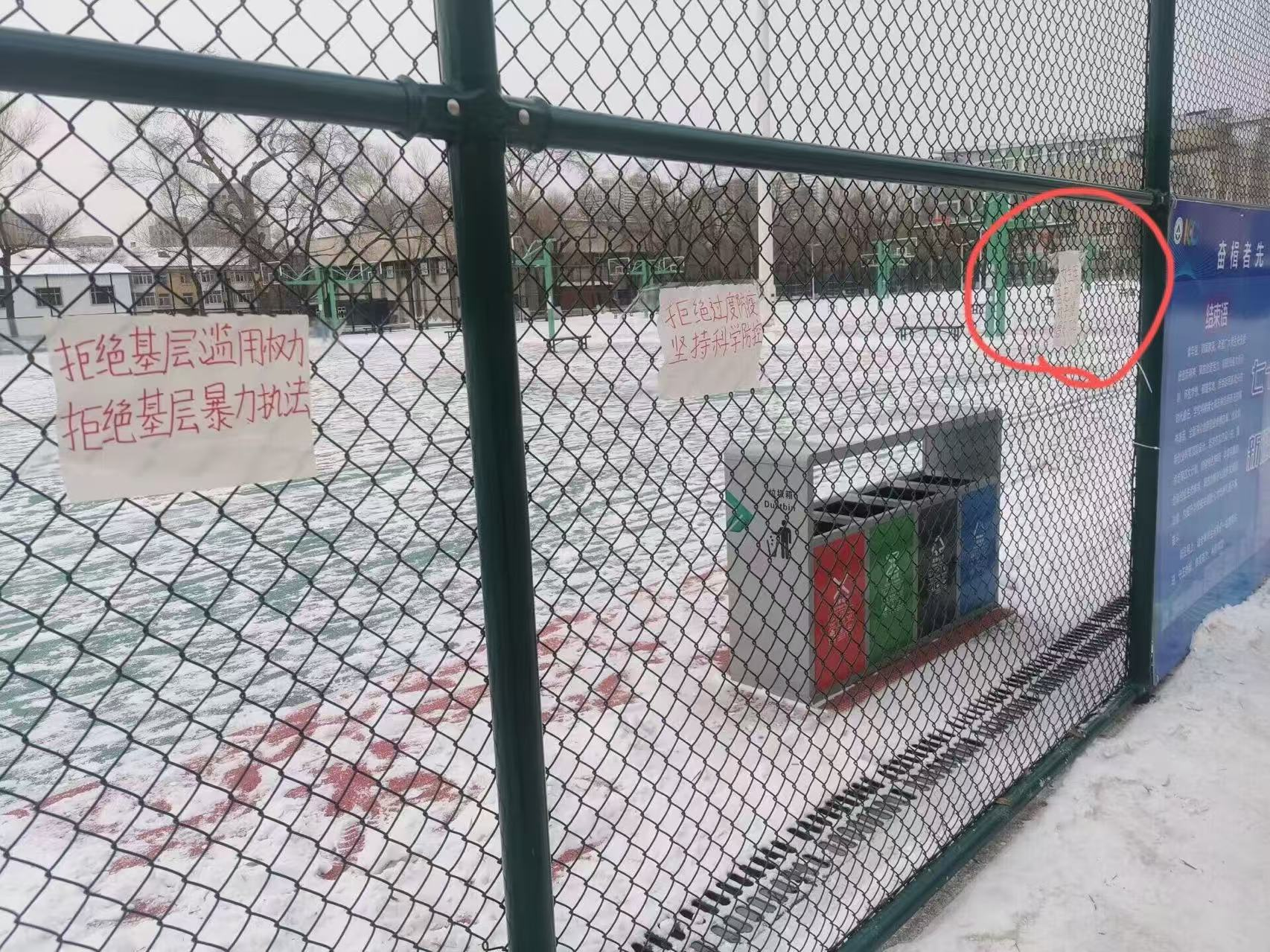
东北林业大学学生张贴的抗议标语

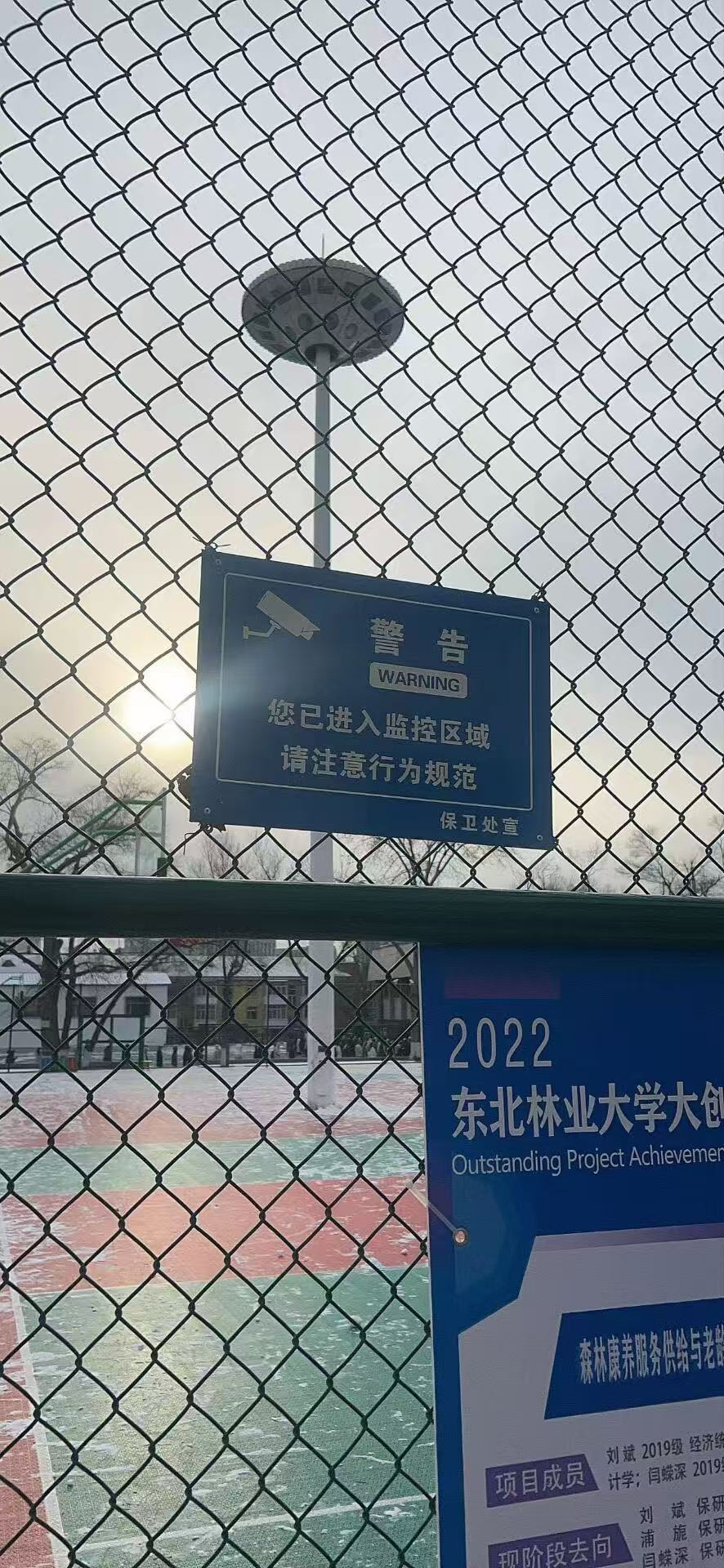
东北林业大学保安张贴的监控警示牌

#### 華北地方
北京电影学院
北京电影学院同学在楼道里张贴“不要核酸要吃饭”“让人民讲话”“我是中国公民”等白纸，以及在楼道挂满沾着红色染料的口罩。
中央美術學院
中央美術學院，「把青春還給我！」「狗比人自由」「學費六萬塊」這些抗議標語出現在核酸亭、廁所、校園圍牆，部分標語在第一時間被校方抹除，但新塗鴉又不斷出現。有學生在央美校園的空地上樹起了用口罩和木板組合製成的作品，「這是真正為人民發聲的藝術！」「藝術家是共和國的希望」。該作品在微博得到了廣泛轉發，然而這些转发在數分鐘後即被审查。有網民引用鲍勃·迪伦的著名的抗爭歌曲《答案在风中飘荡》。亦有網民在評論中提及八九民主女神像，當年正是由央美雕塑系的師生參與製作而成。
北京大學
北京大學爆發抗議封控的示威活動。網傳圖片顯示，北京大學家園食堂樓梯附近的牆壁上，11月26日晚出現紅色塗鴉文字抗議當局的「動態清零」政策。
清华大学
清华大学學生於11月27日在校內紫荊園食堂前聚集抗議，有女學生高呼：「從今天起，不再為公權力口交！」全場學生紛紛鼓掌叫好，並喊出「民主法治，表達自由」等口號，其聚集數以百計學生聲援示威。最初只有三名年轻女学生站在那里简单地向乌鲁木齐火灾的遇难者表示哀悼。現場有老師要求學生解散，稱場面太失控，卻被學生質問「失控的定義是什麼」，另有網絡流傳圖片顯示部分院校樓層角落寫有“不要文革，要改革”等引用四通橋事件口號的標語。学生高喊“言论自由”，高唱《国际歌》。有部分学生举起写有弗里德曼方程的白纸抗议。而後，中共清华大学党委副书记过勇赶到抗议现场，承诺在全校范围内讨论。校方其後承諾不向學生追究責任，並會放鬆管理，開放直接溝通的渠道，28日召開學生和校方的防疫座談會。

#### 西南地方
四川外国语大学
四川外国语大学11月26日晚间有學生聚集在体育场集體抗議，並聚集高唱國際歌。27日傍晚有学生于西校区食堂门前朗诵《囚歌》，后被学校安保带走。
四川電影電視學院
四川電影電視學院裏有人用白紙紅字寫下中國導演賈樟柯的《賈樟柯電影手記》的一段話：「我們在這裏談政治、辯論，為沉默的土地哭泣，為陌生的人群紅臉，我們出盡了文藝青年的洋相，這一切有胡同記得。但你錯了，我從不羞愧，從不後悔。」
西南交通大學
西南交通大學在27日晚有學生聚集在三食堂門口舉行對新疆烏魯木齊火災遇難者的悼念活動，並擺放蠟燭為逝者祈禱默哀，且學校領導也參與到默哀活動中來。學生齊喊「民主法治，表達自由」口號與清華大學學生遙相呼應。

#### 西北地方
西北政法大學
西北政法大學核酸檢測現場，一名同學在排隊等候檢測時，背後掛着與早前貴州防疫大巴事故有關的標語：「大巴車翻車的是我，生病拒診的是我，崩潰跳樓的是我，火災被困的是我。如果這些不是我，那麼接下來就是我」，随后被校方带走。同日晚間該校學生集體上街抗議要求解封。
西安外國語大學
西安外國語大學有同學貼出標語「如果只允許一種聲音，那麼唯一存在的那個聲音就是謊言！」
西安美术学院
西安美术学院有學生聚集示威並高喊「反對過度管控！反對形式主義！」

### 中國大陸以外參與

#### 香港

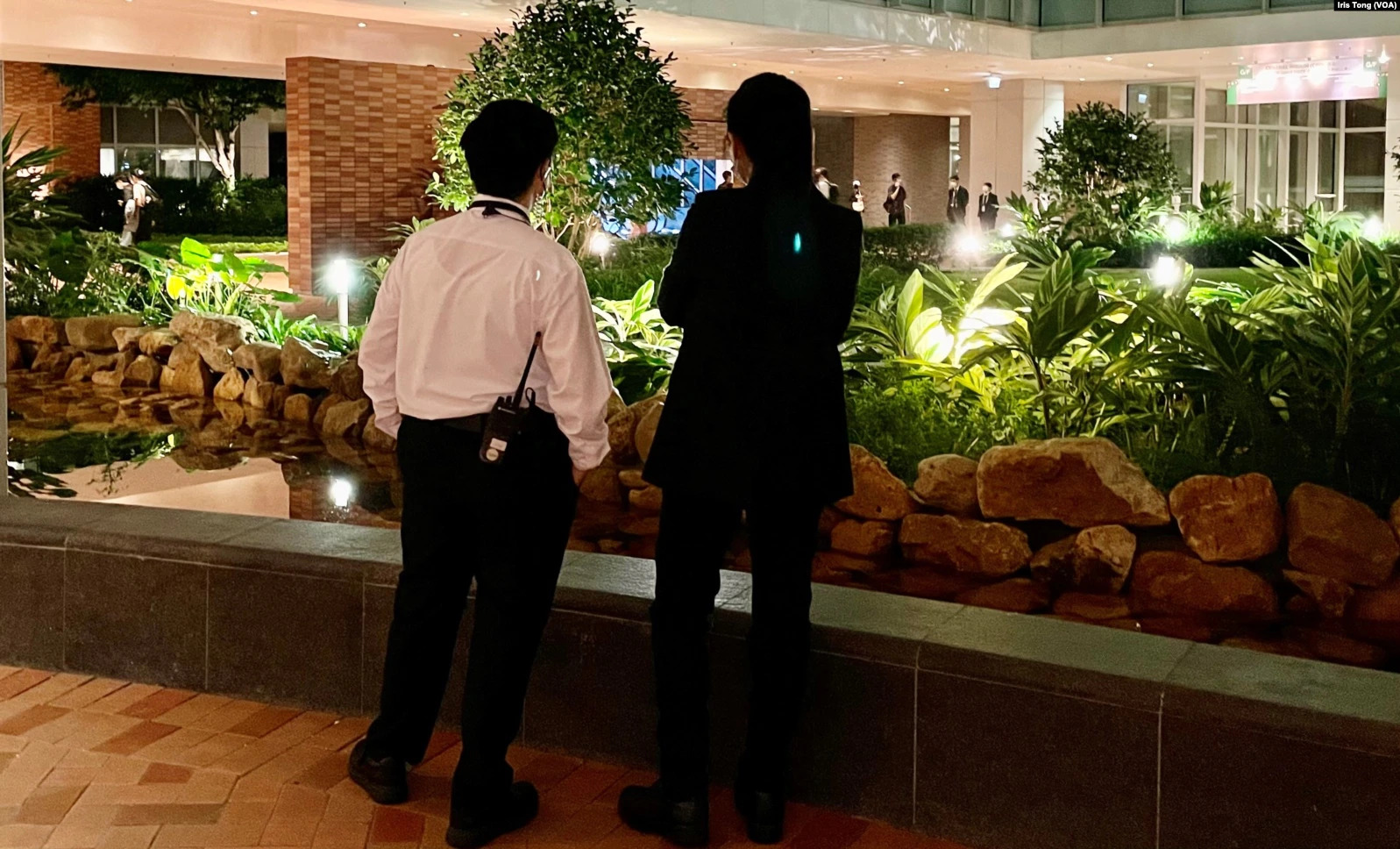
香港大学的保安人员远观察11月29日在校园内举行的“白纸示威”

11月27日，香港大學校園內有來自中國內地的學生聚集聲援內地的反動態清零運動，學生拿著白紙站成一排，悼念新疆烏魯木齊火災的死者，保安要求他們展示學生證證明身分，並要求吹熄蠟燭，聚集者在晚上8時許散去。同日晚上，香港科技大學有中國內地的學生在校園內的多處地點聚集，校內的「大字報牆」張貼有寫上「白紙革命」等文宣，其後被保安移除。
11月28日晚上，香港島中環戲院里有約60人聚集聲援中國內地的示威者，警員到場後記下多名與會者的身份，並提及限聚令，籲市民不要聚集。香港社會運動人士王婆婆手持黃色雨傘象徵聲援反動態清零運動的示威者，她突然遭到一名反對抗議者的襲擊。施襲者把她的雨傘摔在地上，並將王婆婆推倒在地上，導致王婆婆無法站起身，需要送往醫院診治，所幸王婆婆之後並無大礙。一名涉嫌襲擊王婆婆的22歲男子之後被警方以涉嫌構成普通襲擊及刑事毀壞罪拘捕。同日晚上7時，在香港中文大學校園內有多處被貼上「烏魯木齊我們與你同在」等標語，有人身穿黑衣手持寫有「你的生命我的生命本是一條命」的黑布，靜默站立聲援，也有學生沿途發放白紙，曾有警察到場拍照紀錄。晚上亦有50至60名學生舉行燭光悼念集會，現場以蠟燭擺出火災當日日期「1124」，並寫有「烏魯木齊中路」的仿照路牌。學校警衛多次詢問集會負責人是誰，但沒有阻止抗議活動進行。同日，香港浸會大學的「民主牆」被貼上聲援抗議的標語，其中部分被校方以「涉嫌違反校例」為由遮蔽。
11月29日晚上，10多名學生在在油麻地文明里休憩處沿上海街游走。到晚上8時50分大批警員到場，並在永星里及上海街交界行人路設封鎖線。警員抄下各人身分證資料和搜出他們持有的白紙及寫有字句的紙張後。被截查者到晚上9時35分才獲准離開。
英国广播公司等媒體報導稱在香港聲援白紙抗議的大部分是在香港求學的中國內地學生，相對而言香港人並不熱心，台湾《自由時報》報導指部分香港民眾對於部分中國內地網民在2014年雨傘運動及2019年反對逃犯條例修訂草案運動作出的詆毀及支持強硬鎮壓的立場仍然記憶猶新，認為中國人不值得同情，自由亚洲电台報導指香港人普遍對於中國內地今次發生的白紙抗爭表現得甚為冷漠。

#### 澳門
11月28日，澳門科技大學有一名中國內地男學生舉起A4白紙在校內抗議，一個多小時後被老師说服並被校內保安帶走。

#### 中華民國（臺灣）
11月27日晚間，中正紀念堂自由廣場有民眾自發為中國大陸民眾聲援的活動擺放鮮花和聲援看板，民眾並接力發表講話、高呼「加油」，現場高唱國際歌，包括中國民運人士王丹、周鋒鎖也前來現場聲援。
11月30日，台湾的大學学生团体和来自中国大陆、香港等地的民主运动人士以及在台的藏人和維吾爾人在台湾的立法院外召开记者会，表达支持追求自由的中国大陆学生与公民，同时警告习近平当局，切勿重演六四血腥镇压的悲剧。
11月30日晚，台大舉行燭光悼念會，哀悼烏魯木齊大火逝世者，並聲援中國抗議行動者。
12月4日，民进党立委范云、台北市议员当选人赵怡翔和新北市议员当选人陈乃瑜现身臺北車站，举白纸参与声援中国“白纸运动”的行列。同日，多個民间团体下午在自由廣場發起聲援白紙運動的行動，曾被中國關押5年的李明哲到場聲援，他說聲援這項行動的最大的意義，是讓更多台灣人認清中國政府真實的現況。
12月5日，部分民间团体与青年学生在自由廣場举起白纸，声援“白纸运动”。

#### 美国

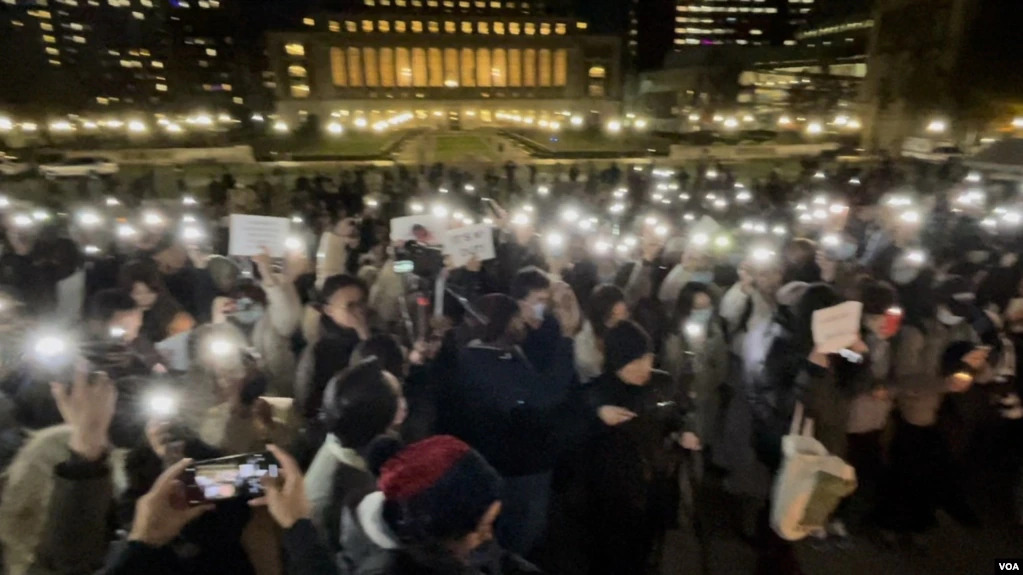
11月28日晚中国留学生在纽约哥伦比亚大学校园举行集会

11月27日上午，南加州维吾尔族人、民运人士、视觉艺术家协会代表，以及由香港、台湾、缅甸和泰国等多团体组成的“奶茶联盟”聚集在中国驻洛杉矶总领事馆前，悼念乌鲁木齐火灾罹难者，同时响应中國民众反抗中国官方的行动。民众在现场高喊“打倒中国共产党”“不要封锁要自由”等口号。11月29日，数百人聚集在中国驻纽约（约400人）和驻芝加哥总领事馆（约200人）附近声援抗议者。
11月29日，南加州大学举行了声援白纸运动的和平集会。
11月30日晚上，聖荷西的民運人士、香港人、台灣人、新疆人等眾多團體在聖荷西市政廳門口舉行悼念新疆火災遇難者以及聲援中國民主運動的集會活動，現場民眾高呼「中國不能有皇帝」「釋放彭立發」等口號。美国哥伦比亚大学、圣路易斯华盛顿大学、杜克大学、加利福尼亞大學柏克萊分校、卡內基·梅隆大學等各大高校校园也举行集会示威，声援中国的抗议者。
12月1日，加利福尼亚大学洛杉矶分校举行了声援中国“白纸运动”的集会。
12月2日晚上, 波士顿华人以及留学生，在唐人街广场也自发组织了活动声援中国的受难同胞。现场气氛热烈，参加活动者到达百人规模，路过的行人与参会者一起唱出《国际歌》、《Do You Hear the People Sing?》，以及送别等歌曲悼念在疫情不幸离世的人们。

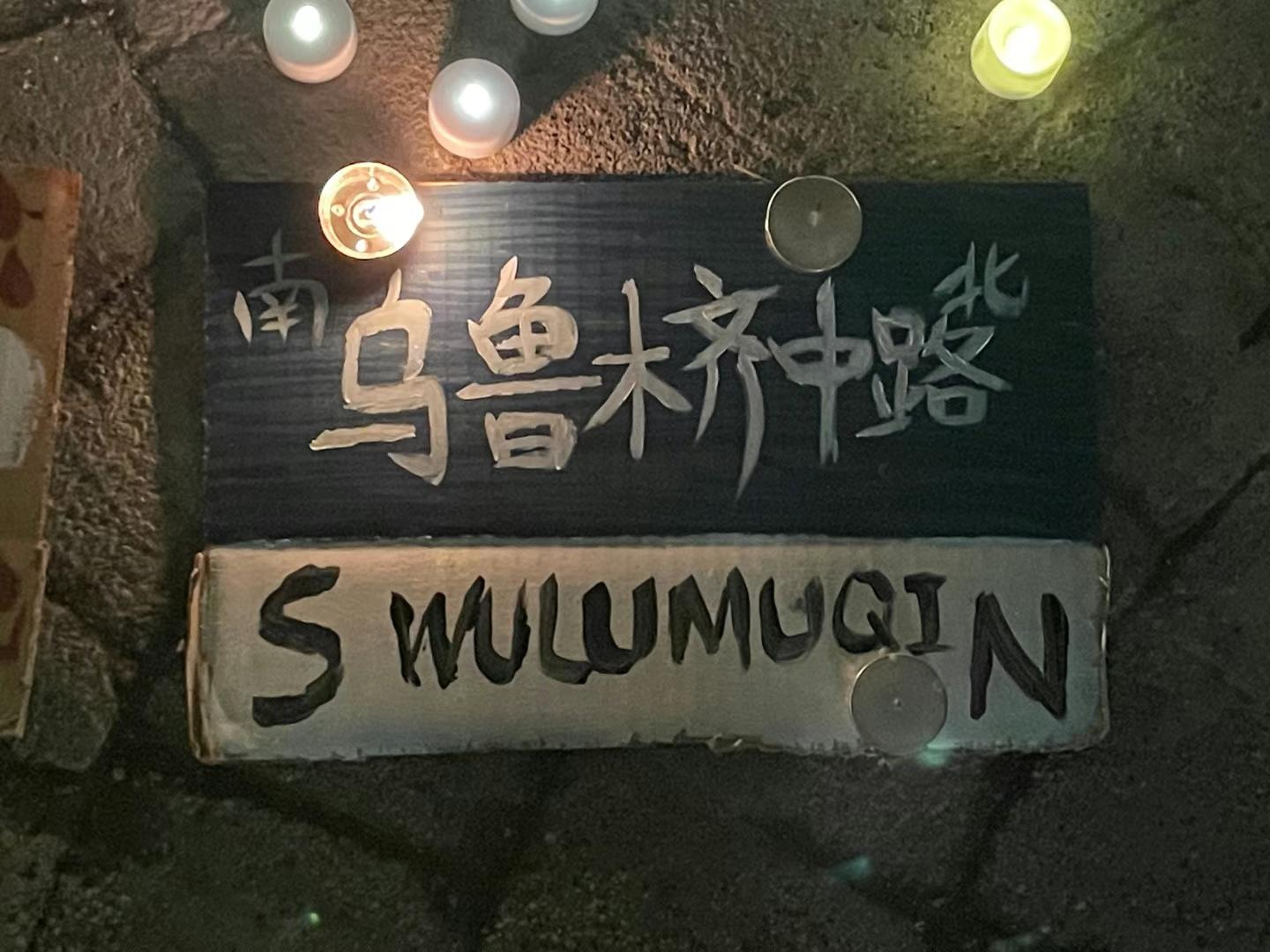
波士顿白纸活动照片

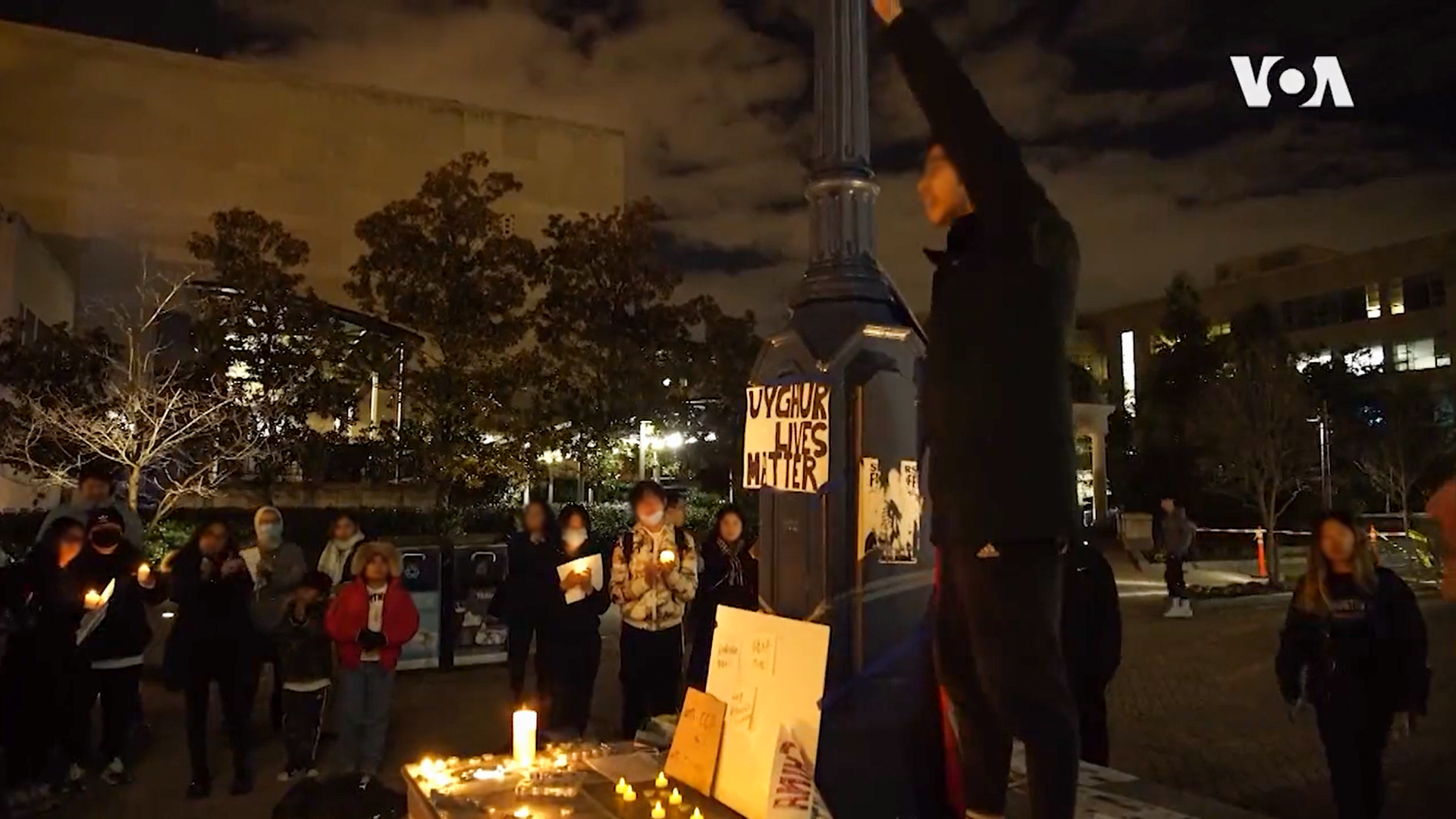
11月28日晚，美国喬治华盛顿大學有中国留学生举行集会

12月4日，当地华人在中国驻美国大使馆和自由广场分别举行了两场集会，以此悼念乌鲁木齐火灾死难者，并且抗议中国政府长期剥夺人民自由权利的暴行。

#### 日本
11月27日晚，東京新宿西口地下聚集海外中國人，地上擺着鮮花、蠟燭，哀悼烏魯木齊大火遇難者。
11月30日晚，东京新宿站南口也举行了抗议活动，参加者500人以上，以中国留学生为主。
12月3日至4日，大阪市有约200人参加了支持中国“白纸运动”的集会。

#### 法國
11月27日晚間數名法國民眾在巴黎的巴士底廣場前手持紙製烏魯木齊路路標象徵上海市“烏魯木齊路”路標被拆除；巴黎蓬皮杜中心，中國籍民眾站在前門廣場，手舉標語和白紙。
12月3日，由欧洲维吾尔学院，法国国民议会维吾尔研究小组，法国维吾尔人协会以及法国声援香港等组织共同举办的示威游行在巴黎市中心的巴士底广场开始。此外，部分在法国的华人下午四时在巴黎艾菲尔铁塔附近的人权广场，声援中国国内的白纸革命，他们的口号是：“所有的中国人站出来！我们同维吾尔族人在一起，我们同伊朗妇女在一起，我们与乌克兰人在一起，今天，我们终于成为了反抗者！”

#### 
11月27日和11月28日傍晚時分，悉尼市政府門口廣場和布里斯班喬治王廣場皆有數百位華人聲援抗議行動；墨爾本州立圖書館28日晚上8點也有海外民眾舉辦快閃活動聲援，現場也有曾經參與到六四事件的老年人。

#### 英國

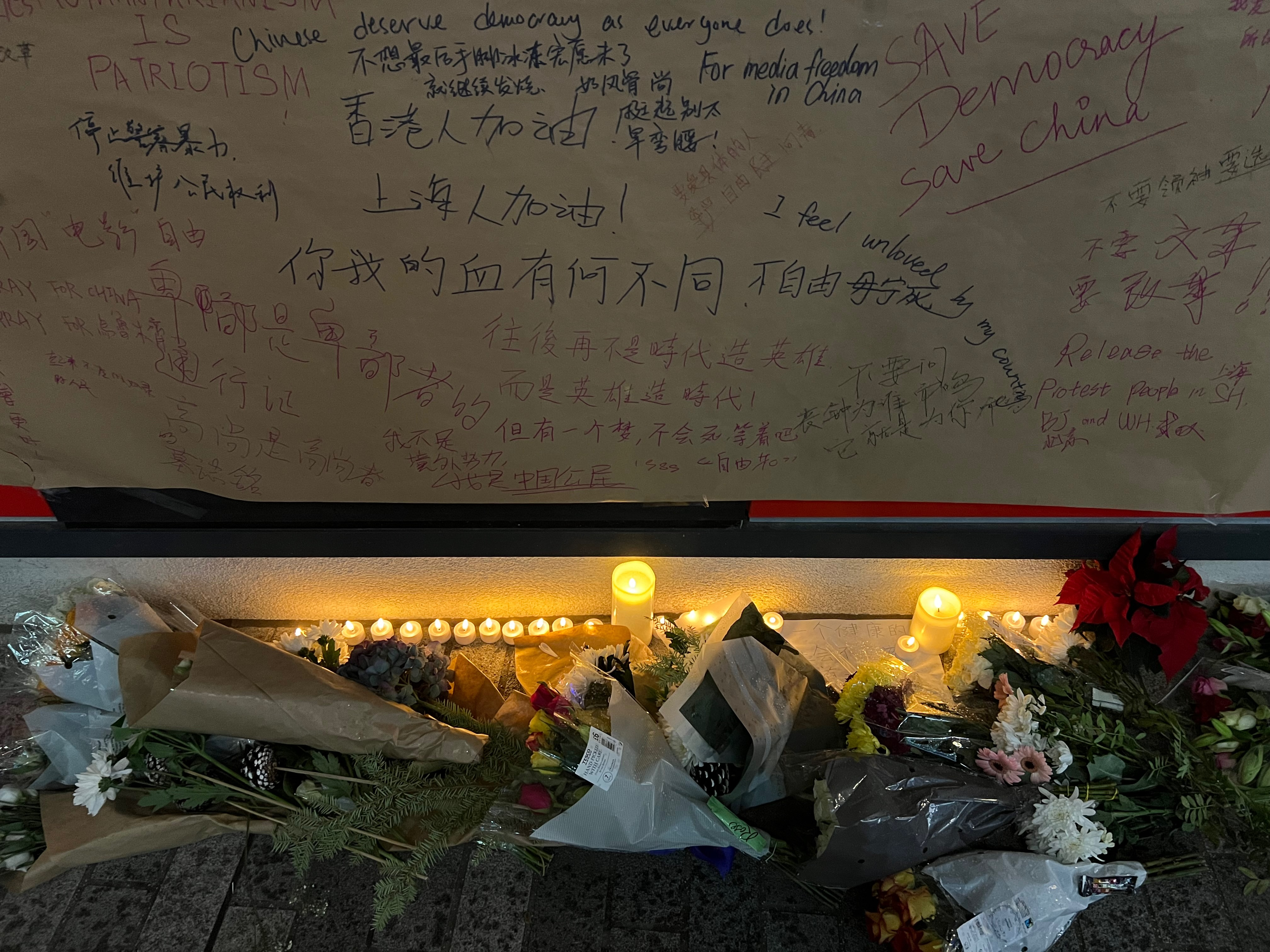
英国伦敦政治经济学院12月2日晚举行悼念活动

倫敦中國駐英國大使館外，27日晚間9點中國籍民眾舉行悼念活動高呼口號，現場可見中華民國國旗、东突厥斯坦伊斯兰共和国国旗與仿製的烏魯木齊中路路標；雪菲爾大學內與市政廳外，中國留學生在地上擺設花束、蠟燭和抗議標語；格拉斯哥皇家音樂廳，中國籍民眾冒著大雨在門口台階手舉標語。12月4日晚上，大约50人再度來到中国驻英国大使馆外集会，声援白纸运动。

#### 愛爾蘭
都柏林尖塔廣場，中國籍民眾放置蠟燭和標語，圍繞著尖塔悼念與祈福。

#### 荷蘭
阿姆斯特丹亦有相关游行。

#### 德国
11月26日至12月3日之間，柏林、波鴻、杜塞道夫、哥廷根陆续有声援行动。

#### 西班牙
11月29日至12月3日期間晚間8點，海外中國人聚集在中國駐巴塞隆納總領事館面前舉著白紙，擺放蠟燭和鮮花悼念並抗議中國的防疫政策；11月30日晚間，在馬德里的西班牙廣場上，海外中國民眾手舉白紙站成一圈靜默示威，擺放蠟燭和鮮花聲援在中國的抗議。

#### 加拿大

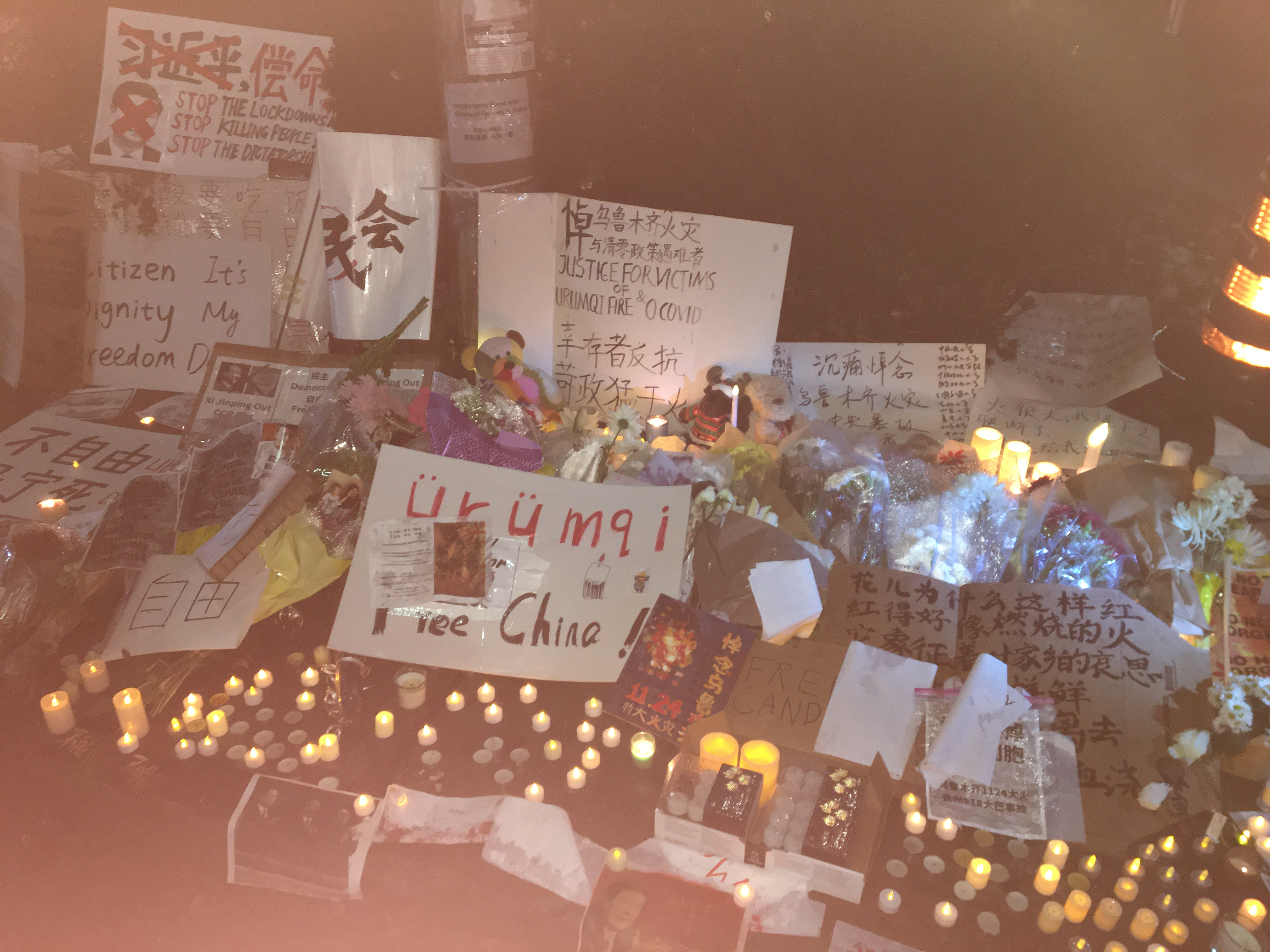
11月27日晚，加拿大的中国驻多伦多领事馆外示威民众悼念乌鲁木齐火灾死者的蜡烛与标语

11月27日晚間，多伦多中国领事馆前，数百名华人在地上摆放悼念标语和蜡烛并声援中国示威者；同時，溫哥華美術館門口聚集500位民眾高舉白紙和國旗，聲援中國的抗爭行動，並且抗議中国政府對維吾爾人的暴行；下午6点，约两百名华裔聚集在蒙特婁麦吉尔大学大门口，为乌鲁木齐大火死难者举行烛光悼念活动，同时也有人喊出了「不要核酸要自由，（中国）共产党，下台！习近平，下台！自由维吾尔，自由西藏，自由香港，释放彭载舟，释放铁链女，释放乌衣」等口号声援中国的抗议行动。
12月10日，加拿大5城市出現聲援白紙革命的抗議活動。

#### 马来西亚
11月29日晚，由馬來西亞各族及中國留學生組成的逾百人士聚集在馬來亞大學為烏魯木齊大火罹難者舉行哀悼，同時手持白紙與標語表達對“白紙運動”的支持。數名社團與學生領袖發表演説，民眾亦朗誦詩歌與高唱《海闊天空》聲援中國境内的公民運動。

#### 
11月30日下午6点50分左右，在首爾地鐵2號線弘益大学站8号出口处，部分在韩中国留学生响应中国国内的“白纸运动”进行了示威。参与者悼念了乌鲁木齐火灾的罹难者，并张贴标语要求习近平下台。当有韩国人询问能否加入示威时遭到了活动组织者的拒绝，给出的理由是不愿被人误会为“境外势力”煽动，但是有经过的韩国路人在现场发言声援。部分参与韩国声援“白纸运动”的示威者还在多所大学的宣传栏，张贴多张酷似德国元首希特勒的习近平头像。

#### 印度
12月2日，在西藏青年大会的组织下，大约150名流亡西藏人在首都新德里集会。集会者手举白纸，抗议中国的清零政策，声援中国境内的抗议者。藏人示威者要求习近平下台，并高呼“停止在中国的种族灭绝”和“自由西藏，自由中国”等口号。

#### 土耳其
11月30日，数百名居住在土耳其的维吾尔人在中国驻伊斯坦布尔总领事馆外举行抗议活动，反对中国的清零政策，悼念乌鲁木齐火灾中的罹难者，并支持最近在全国范围内举行的抗议活动。

#### 新西兰
12月2日，200余名华人聚集在奥克兰的奥特亚广场守夜，哀悼在中国严格的清零政策下丧生的人们，并呼吁中国终结该政策。活动中，人们举着空白的A4纸作为反对中国审查异议的象征，并用普通话高呼“不要领袖要选票，不做奴才做公民”、“不自由毋宁死”、“习近平下台，中共下台”等口号。与此同时，在首都惠灵顿也为乌鲁木齐火灾遇难者举行了类似的守夜活动。在新西兰的维吾尔族穆斯林社区成员也参与了活动，表达了对侵犯维吾尔人人权的抗议。

## 文化象征

### 標誌

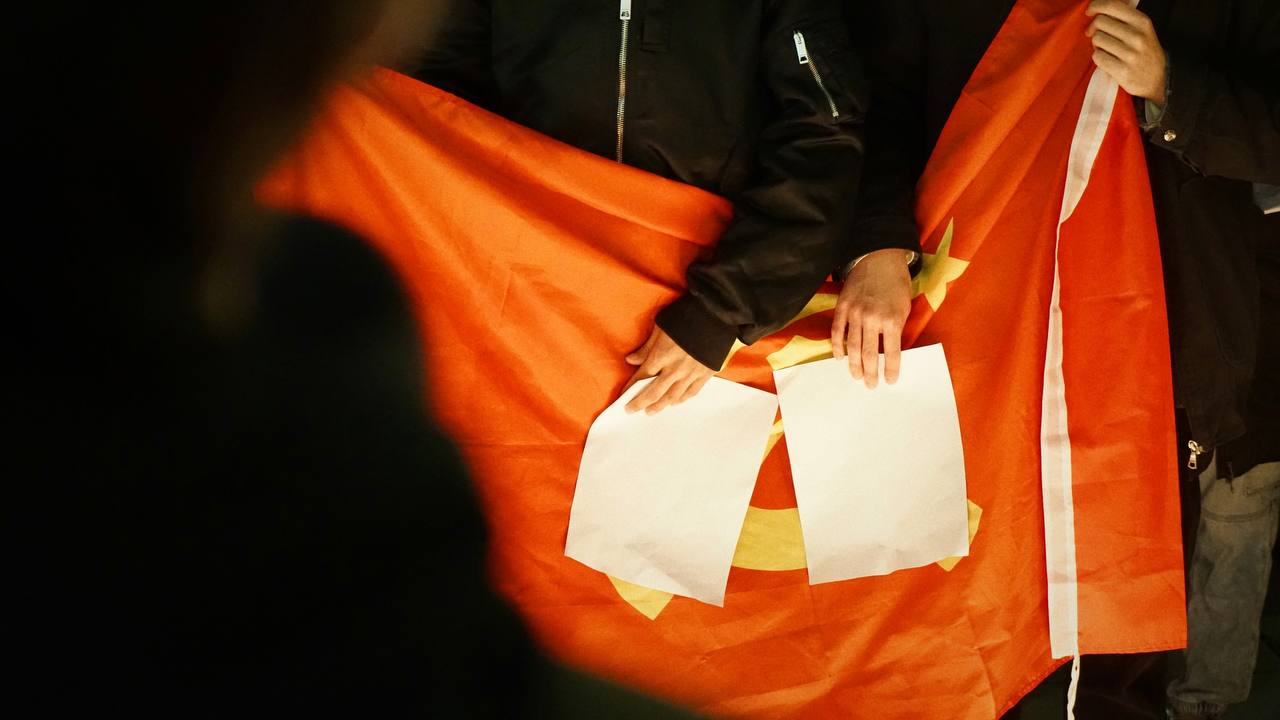
美國芝加哥大學學生將白紙同前苏联国旗合影，以示對運動的聲援

由于有民众在乌鲁木齐中路举行抗议活动，有媒体认为上海“乌鲁木齐中路”似乎成了运动的一个标志。示威現場畫面中，示威者手拿一張無字白紙，暗諷言論封鎖，白纸成为了一种含蓄而有力的反抗标志。高舉白紙的行動是為表達對當局言論管控的不滿；也有評論認為“舉白紙”是源自一個著名的蘇聯政治笑話，通常表述為：一個人在莫斯科红场上高舉白紙，警察要將其逮捕，前者反問“我什麼都沒寫！”後者駡道“你以為我不知道你想寫什麼嗎！”。有關逮捕行為也出現在反對俄烏戰爭的俄羅斯示威當中，有民眾高舉白紙，寫上“這是一張紙”，結果被警方逮捕。

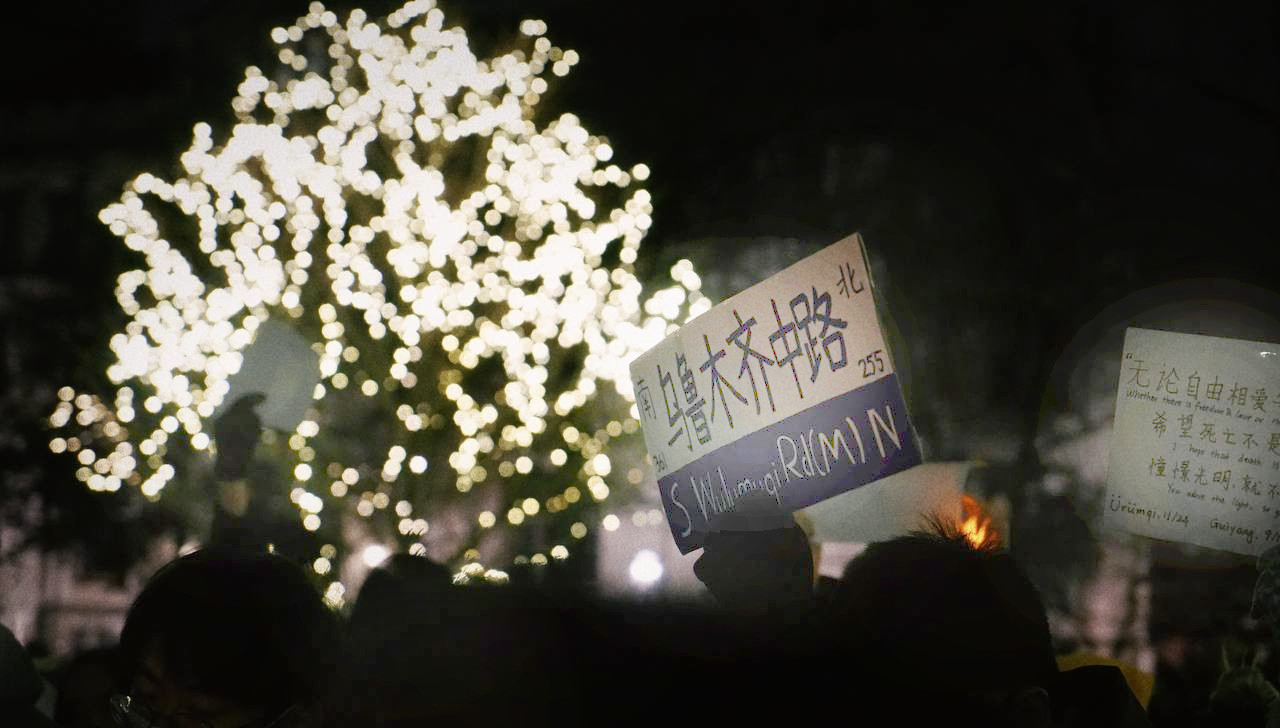
烏魯木齊中路的路標成为运动的标志之一

新疆事件發生時，因互联网上负面信息被抹杀，進而有民眾在网上使用满屏“是是是”、“好好好”和“对对对”等字的发言，以反讽中華人民共和國言論審查只允許支持的聲音，之后微信公众平台发布“好好好”刷屏文章会被系统自动屏蔽。清华大学学生打出写有弗里德曼方程的A4纸表达不满，一种解读是这暗示宇宙会不可避免地膨胀走向“开放宇宙”，并以此反对封城政策；另一种解读为指代“free man”（自由的人），认为是利用弗里德曼的谐音表达对自由的追求。

### 口号
在不同的抗議現場，抗議者使用了不同的抗爭口號。除了有北京六四事件的著名口號「It's my duty」的變體「It's our duty」之外，在上海、北京、广州等地抗議者則也喊出了北京四通橋抗議中的口號：“不要核酸要吃飯，不要封控要自由，不要謊言要尊嚴，不要文革要改革，不要領袖要選票，不做奴才做公民”，以及「共產黨下台」、「習近平下台」、「罷免獨裁國賊習近平」。另有抗議者引用了美國政治家帕特里克·亨利于1775年3月23日举行的第二次弗吉尼亚公约会议的著名結語——“不自由，毋寧死”。也有各地抗議民眾不斷向警察連續呼喊「黑社會」並呼籲警務系統應該要“為人民服務”而非槍口對著人民。另外也有人以習近平的發言“中國人民已經站起來了，已經團結起來了，什麼都不怕，是惹不得的”的發言試圖繞過審查，但包含國歌在內的大量內容被封，包括習近平已故父親習仲勳的話“人民的聲音是不能壓制的”也成為封禁敏感詞。

### 歌曲
反清零運動剛開始時，民眾以中華人民共和國國歌《義勇軍進行曲》為集會歌曲。但隨著时间推移，各地慢慢出現其它抗爭歌曲，如清華大學抗議的學生合唱《國際歌》，廣州抗議群眾歌唱香港樂隊Beyond的名曲《海闊天空》，上海抗议民众歌唱《Do You Hear the People Sing?》。
於2019年香港反送中運動期間由香港人創作且被许多港人及海外人士稱為「香港國歌」的社會抗爭運動名曲《願榮光歸香港》在2022年改寫歌詞而成《賜我勇氣衛自由》，於此回反清零政策運動期間在網路媒體流傳。有网友改编歌曲《革命军歌》并剪辑相关抗议场面与警察执行防疫画面制作成视频发布，视频在互联网上被广泛传播。
南京传媒学院学生于12月1日制作原创歌曲《如果你不愿走在前面》。漫画家、剧作家大雄、米米与JOJO共同创作声援歌曲《烏魯木齊中路》。

## 当局行动

### 警務措施
在運動大規模爆發後，各地公安局陸續派遣警務人員前往鎮壓、維穩並以人牆封鎖示威民眾聚集地，儘管有感染風險，仍與示威民眾發生推搡衝突。有多名走上街頭的運動人士遭到逮捕及毆打。警方也派出了信號干擾車圍繞抗議民眾使其無法使用互联網。
于上海抗議過程中，BBC記者愛德華·勞倫斯因拍攝群眾示威影片而遭逮捕，BBC發言人表示他被關押幾個小時才獲釋。其後BBC發聲明指，上海官員聲稱是為了以防他感染新型冠狀病毒，不過警方未穿着隔離服也未有送院照料，故BBC對此表示質疑，稱他們需要進一步的解釋甚至認錯道歉。而中國外交部则回应称，英方有關言論罔顧事實，該名記者在警方明確告知即將勸離現場人員的情況下拒絕離開，且一直沒有向警方表明自己身份，警方遂將其強制帶離，有關程序完全在法律法規框架下執行。
自26、27日連續兩天有大批市民集結抗議後，28日在烏魯木齊中路堆放大量藍色路障，警察巡邏增加且截查拍照的路人，强迫他們刪除照片，否則將遭拘捕，數人被扣。警方還在包括乌鲁木齐中路、人民广场在内的场所、路口、地铁车厢内和出站口翻查行人手机。湖北武漢多個早前曾有過抗議行動的地區路段，後來警方在該路段設置圍牆、路障；四川成都的望平街主要出入口已被警車堵住；北京亮馬橋28日接近傍晚時出現2、30輛警車；浙江杭州的西湖及銀泰城、湖南湖濱等地也都聚集大量警車嚴陣以待。杭州警方在湖滨银泰城抓捕77人，有群眾要求警方放人。也有消息称，當局疑似在推特設置釣魚帳戶，以「紀錄各地抗議事件」為名，吸引抗议者向其投稿活动相关内容，以便掌握抗议者集會相關資訊。
北京民眾反映，北京市內較開闊的主要幹道，以及公園、百貨廣場、景點及主要地鐵站、大學校園附近，11月28日晚都停着2至3輛警車待命，路上更有警車來回行駛巡邏，用以防止人員聚集、重演27日人潮齊聚亮馬橋的場面。綜合網路訊息及相關人士透露，鑑於「白紙運動」北京場在亮马河畔成功聚焦，北京警方如臨大敵，尤其以亮馬橋週邊派駐的警力最多。有北京民眾透露，直到傍晚前，昨晚聚眾的亮马河畔，幾乎每50公尺就站着1名員警來回巡邏。地鐵海淀黄庄站及四通橋旁的人民大学站內，大批警察在站內巡邏值守，並隨機查驗乘客、特別是年輕乘客的手機，甚至還查看有無空白紙張及任何瓶裝、罐裝飲料。据中央社报道，除北京外，南京、杭州、上海、成都等27日爆发“白纸运动”的城市，当地警方也同样部署庞大警力，防堵民众再度聚集在熱點，例如四通桥地區，故儘管部分民眾轉入游擊，但其他陣地人數稀少，导致运动28日大致未能成功持续。截至12月4日，北京等各大城市警方仍處於戒備狀態，防止運動再起。北京市包括亮馬橋、四通桥及天安门广场、前门、南锣鼓巷、798、朝陽公園、奧體公園、王府井、西单等地週邊，路邊均停放大批警車及一般車輛外型的警用車，並有警察在週邊路口巡邏，且隨機抽查證件，對有意表達訴求者構成嚇阻作用。

### 内容审查
据德国之声报道，网上相关帖子越来越快被删除，但网民依然嘗試找办法发声。有不少人用“香蕉皮”指代“习近平”（两者中文拼音首字母相同），用“蝦苔”代指“下台”，发帖道：“香蕉皮，你睡了吗，你睡得着吗？”亦有網友直接引用習近平、外交部發言人华春莹的談話錄像，如“中國人民已經組織起來了，是惹不得的；如果惹翻了，是不好辦的”“你們在害怕什麼？為什麼不肯靜下心來好好反思呢？”以嘗試避免審查，表達不滿情緒。直至該月28號，審查範圍已涵括空白文章、含有「白紙練習」標籤、通篇“好”字以及關於弗里德曼方程，有關貼文都被刪除。运动期间，相关的游行和集会视频也不断出现在微信、抖音等中国的网站和应用程序上。专家表示，视频片段的数量极有可能让中国负责监管互联网的自动化软件和审查大军力不从心。
截至11月28日，官方媒体对抗议活动仍然保持沉默。中国大陆政府没有就过去几天在至少八个主要城市的大规模反对“清零”封控或批评当局的抗议发表评论，也没有提到在上海或其他城市有多少抗议者被捕。
此次运动中，Twitter成为了将中国多地抗议活动的视频和图像传播到世界其他地方的一个重要平台。Twitter自2009年在中国被禁用，但中国大陆民众能够使用技术手段访问Twitter，从而避开网络审查。他们通过该平台发私信，向一些被广泛关注的Twitter用户投稿爆料，这些用户再向全球传播。推特账号“李老师不是你老师”（@whyyoutouzhele）是本轮中国抗议事件中最受关注信息来源之一。这个账号因汇总中国内外网友“投稿”的图片和视频广受欢迎，让中国国内有关抗议、暴力执法、拘押的第一手图像在自由平台上得以流传。“李老师不是你老师”表示，自从公众抗议活动爆发以来，他有时候一秒钟能收到十几条含抗议材料的投稿信息，让他公开转发，等同以前他一整天收到的信息。他的个人专页显示，创建这个账号的目的是为了记录在中国受到审查的事件。这个账号创建于2020年5月。根据社交媒体分析网站Social Blade的数据，截至11月30日，该账号有超过75.9万关注者，是抗议活动开始前的三倍多。尽管大多数人都用化名在Twitter上发帖，但中国有关部门一直密切关注在该平台上批评中国政府的人，有时会因为用户在Twitter上的活动而逮捕或拘留他们。
在采访时遭当局拘捕并以暴力对待的BBC记者爱德华·劳伦斯（Edward Lawrence）11月28日在推特上分享的视频显示，上海警察正在沿街检查民众手机，强制删除有关抗议的图片。另有视频显示，上海警察还在地铁车厢排查乘客手机。社交媒体上流传的警方内部信息表示，上海当局指示“值岗”人员核查路人、农民工、青年、大学生手机是否安装了“国外非法应用程序app”，例如Twitter、YouTube、抖音海外版TikTok、Telegram和翻墙软件等。
抗议发生后，中国国家网信办指示境内各网络平台加大对涉及各种翻墙工具信息的审查删除力度。

## 後續

### 政策调整
2022年12月7日，國務院聯防聯控機制發布「新十条」，不再强调“动态清零”，而是于大流行期間完成“群体免疫”。随后全國大幅度放宽防疫政策，清零政策实际上终止施行。江澤民之死亦转移了部分舆论关注，事态逐渐平息。2023年1月8日起，中国对新型冠状病毒感染实施“乙类乙管”。依据传染病防治法，对新冠病毒感染者不再实行隔离措施，不再判定密切接触者；不再划定高低风险区；不再对入境人员和货物等采取检疫传染病管理措施。中国政府不再进行全员核酸，官方报道的疫情真实感染人数的数据也不再如同清零政策时的准确。政府亦提醒民众新冠感染不是“重感冒”，它的同阶段对比病毒是烈性流感和H1N1。

### 疫情高峰
防疫政策的放松导致中国大陆染疫人數开始暴增，中國大陸民眾出現搶藥潮、就医难導致民怨，另香港、澳門、澳大利亚、日本、韩国等国家和地区的藥局的特定止痛退燒藥「必理痛」遭大量掃貨出現短缺，而台灣也出現大量收購情形，黃桃罐頭、檸檬的需求同時急劇上升。另外官方认证的抗新冠药品“连花清瘟胶囊”和“芬必得”等布洛芬类药品的供應極度緊張，药店医院断货，炒價倍增，坊間傳出以「連花清瘟」命名的惡搞商品。
對於“解封”后中国大陆的新冠肺炎死亡人數，據《金融時報》和《华尔街日报》的報導，12月北京的醫院和殯儀館明顯可見死者增加。北京殯儀館工作人員表示，一天至少火化了30具確診者的遺體，殯儀館火化和其他殯葬服務需求激增。在中國政府放棄統計無症狀感染者後，官方公布的新增病例數量出現了下滑，初期官方通報的死亡個數遭質疑。世界卫生组织为此发出警告，并认为中国政府计数不当且造假。北大專家表示新冠病毒導致的肺炎、呼吸衰竭為首要死亡診斷，其他原因，如因新冠间接死亡的病例将不被計入。直至隔年1月14日國家衛健委通報，2022年12月8日至2023年1月12日，全國醫療機構累計發生在院新冠病毒感染相關死亡病例59938例；中國進入自武汉以后的第二次感染高峰。專家指出中国人数众多，再加上老年虚弱人口很多，病亡者都大多是被新冠催化了的基础疾病导致其加重而死亡的。
世卫应急管理负责人迈克尔·瑞安称，他认为这种疾病之前就在密集传播，因为控制措施本身并不能阻止传播。鉴于中国在“解封”后快速上升的疫情状况，许多大陆媒体和专家认为2023年1-2月才会是全国疫情真正的高峰期，因为正值严冬，人体免疫力的低下期，同时2023的春运即将来到，是疫情三年以来最开放的一次春运，巨大的客流量必定会改变疫情的走向。對此中國医学专家们提出“拉平曲线”策略，并反对推動快速過峰，認為會造成更多不必要的死亡。

### 追捕抗议人士
事发后，部分疑似各地被捕抗议人士的信息被发布到互联网上。当局也展开了事后针对示威者的追查、追捕行动。路透社11月29日报道说，三名曾参与了北京示威活动的人士对记者说，他们已经被当局调查。其中一名示威者说，警察打电话要求他星期二到公安局以书面形式报告示威者星期天晚上的行动。另一名在校大学生说，校方询问学生们是否曾出现在示威现场，并要求提供书面报告。
据《纽约时报》等媒体报道，警方利用人脸识别、设备信息和线人举报查出参加抗议、或只是前往抗议地点的民众的身份和居住地址，并警告他们不要再次参加集会活动。报道称，警方使用一种手机信号追踪盒，这种颇具隐蔽性的设备可以模拟手机信号塔，连接到附近的手机并获取设备信息。或者通过获取特定信号基站在特定时间连接或扫描的手机号码和设备信息，以此确定在特定地点特定时间出没的个体。有分析指，若使用的手机的个人信息关联程度较低，可能会“侥幸”躲过追踪。
12月初，廣州警方上門帶走數十名參與者，有人被指控尋釁滋事，辦案人員拷問「是否收錢舉白紙」。12月13日，天津南開大學學生向自由亞洲電台透露，該大學哲學院副教授吳亞楠因支持抗議的學生，被學校約談。校方還要求她刪除公開言論，在她據理力爭拒絕後，校方以核酸檢測為由將其綁架至精神病院。12月中旬，抗议者曹芷馨于自己被捕前录制的视频开始在网上流传。。她声称自己和其他参与抗议活动的青年曾于11月30日被传唤、在24小时内就被释放，但12月18日起朋友又陆陆续续被刑事拘留，并且拘捕令“罪名栏是空白的”、“警方拒绝告知他们的关押地点、时间和罪名”。视频末尾列出了其他已经“被消失”的青年名单。维权网称，12月下旬至2023年1月，中國政府繼續秘密拘捕曾參與示威的人士，當中四名被逮捕女性遭指控罪名為「寻衅滋事」，最高可判处五年有期徒刑。
十余名中国律师在网上发表声明，表示感谢并致敬每一位表达者，愿意为每一位因表达而被捕的人士，提供力所能及的免费法律援助。随后这些律师的活动接连受到各地司法局和警方干预。无国界记者、第19条、香港监察、人权观察等50个组织呼吁中国当局停止追捕抗议者。李承鹏呼吁不要忘记那些被抓走的举白纸的年轻人。50名流亡海外的异议人士联名给中国人民解放军官兵、武警部队官兵和警察发表一封公开信，呼吁他们在全国民众反对“动态清零”时保持清醒头脑，避免开枪镇压民众和学生，让六四天安门悲剧重演。美国全国公共广播电台联系到的北京警方人士称相关抓捕涉及“国家安全事务”。
华人声援的《乌鲁木齐中路》作者陈品霖被判处三年零六个月的有期徒刑。

### 纪念
2023年10月31日万圣夜，上海巨鹿路、淮海中路一带自发形成的变装聚会中，有人在身上贴满白纸以示纪念，亦有人以模仿警察、防疫人员来暗讽此事件。

## 政府回应

### 中央政府及官方媒體
11月27日，《人民日报》发表评论文章坚定信心，抓实抓细疫情防控各项工作，强调防控政策是经得起历史检验的。28日凌晨，新华社连续发布三篇时事评论，强调重申要坚定不移贯彻“动态清零”方针，并提及细节性的防疫举措。
11月27日，据自由亚洲电台报道，教育部召集全国高校中共党委书记、校长召开紧急会议，要求各高校做好学生思想工作，严防学生串联，尤其要严防境外勢力介入。许多学校宣布，为了“保护”学生免遭愈演愈烈的疫情伤害，因此决定允许学生们提前放假。提前放假的大学表示，尚未上完的课程以及尚未进行的考试都将在线上进行。评论认为这是避免学生再次聚集，发动新的抗议示威的有效办法。
11月28日，在中国外交部举行的例行记者会上，路透社记者提出了中国民众对当局疫情清零政策不滿的问题。外交部发言人赵立坚隨後陷入沈默約半分鐘，同時翻閱手中文件，遂要求記者重複該問題。約15秒後開口回答道：“你談到的有關情況與事實不符…我们相信有中国共产党的领导，有中国人民的合作和支持，我们的防疫抗疫斗争，必将成功。”當日多次出現類似情況。
11月28日，中共中央政法委员会書記陳文清主持召開中央政法委員會全體會議，強調“要堅決依法打擊敵對勢力滲透破壞活動，堅決依法打擊擾亂社會秩序的違法犯罪行為，切實維護社會大局穩定”，同时亦提及“要及时疏导化解矛盾纠纷，帮助解决人民群众实际困难”。
11月29日，國家衛健委召開新聞發佈會表示，封控管理要快封快解、應解盡解，減少因疫情給群眾帶來的不便，应当避免“层层加码”，“对于防控的措施，我们一直在研究，不断在调整，最大程度保护人民利益，最大限度减少疫情对经济社会发展的影响。”当日下午，国家卫健委下发通知，要求进一步加强老年人疫苗接种工作。同日，中共浙江省委宣传部微信公众号“浙江宣传”发布署名为“之江轩”的评论文章《“人民至上”不是“防疫至上”》。文章稱，防疫不是防人。任何防控措施，都应为了社会早日回归正常，生活尽快回到正轨。
11月30日，国务院副总理孙春兰在国家卫健委召开座谈会，指出随着奥密克戎病毒致病性的减弱、疫苗接种的普及、防控经验的积累，我国疫情防控面临新形势新任务，防控政策要持续优化，走小步不停步，不断完善诊断、检测、收治、隔离等措施，加强全人群特别是老年人免疫接种，加快治疗药物和医疗资源准备。同日，中国大陆多地大幅放松了疫情管制，包括感染者数量仍大量增加的北京、广州、郑州等，有观点指中国正逐步推动放开。
12月1日，习近平对来访的欧洲理事会主席夏尔·米歇尔表示，他认为近日中国国内示威是源于抗疫三年民众感到沮丧，示威主体是青年在校学生；现流行的奥密克戎株远不如德尔塔株致命，中国总体疫苗接种率也较高，但老年人接种率低构成挑战。
《华尔街日报》援引知情人士的说法，表示尽管中国领导层并不认为这些抗议活动对中国政府构成严重政治威胁，但一些政府顾问确实将此作为建议进一步放松防控措施的依据。
12月起，在全國多地抗議後，中國釋放向更宽松方向調整清零政策的信號。12月4日，共青团中央的一篇文章称，这些调整是对抗议活动做出的回应。《华尔街日报》据此分析称，来自官方的回应是一个罕见的迹象，这表明中国政府正在听取抗议者的意见，开始为重新开放该国经济奠定基础。12月7日，國務院聯防聯控機制發布「新十条」，标志着官方实际上放弃了执行近三年的清零政策。12月13日0時起，中國大陸正式下線“通信行程卡”服務。
12月14日，中國駐法國大使館官網公佈駐法大使盧沙野12月7日於巴黎出席法國外交記者協會晚餐交流會時的答問稿，按文稿顯示，盧在回應中國防疫及中國國內出現反對嚴厲封控的示威等問題時，雖然承認長期封控導致民怨引發抗議，但也認為後期的示威「肯定是被境外反華勢力收買」，同時指「白紙遊行」也屬於顏色革命。在場媒體追問盧口中的「外部勢力」具體是甚麼身份指向，盧未能給予明確回答，只表示「你們自己可以想像」。在談及中國疫苗安全性和接種率問題時，他還表示中國有自己的信使RNA疫苗，不需要西方的疫苗，但他回應自身接種情况時有道「我在法國接種了輝瑞疫苗」，同時透露他的很多同事接種了中國滅活疫苗和輝瑞兩種疫苗。
12月26日，国家卫健委发布《关于对新型冠状病毒感染实施“乙类乙管”的总体方案》，提出取消针对入境人员的全员核酸检测和集中隔离。
2023年元旦，習近平發表新年談話，他指「目前，疫情防控進入新階段，仍是吃勁的時候，大家都在堅忍不拔努力，曙光就在前頭。」除表態疫情即將結束，他並提及國內發生的「一些安全事故」，罕見承認2022年相當的「不容易」，在談話的後半段，意有所指地表示「中國這麼大，不同人會有不同訴求，對同一件事也會有不同看法，這很正常，要通過溝通協商凝聚共識。」外界稱他經此次抗議後，當前並沒有排斥事件，對待青年語氣也較為和緩，似還有溝通的意願。《华尔街日报》刊报道指，11月下旬中国多地出现居民集体对抗社区管控措施，有关情况被中央获知，同时街面抗议罕见出现直接针对习近平和中国政府的口号，使中央有所震动，遂决定终结清零政策。
路透社援引消息人士的话报道称，11月抗议发生后，习近平彻底放手让李强全面负责防疫工作，而李强在接手防疫事务后随即开始加快放松防疫政策，最高领导层最终匆忙开放，是为了安抚抗议者，因为持不同政见者可能对政权稳定构成的威胁，被认为比允许病毒不受控制地传播更具政治风险。

### 香港特區政府
11月30日，香港保安局局長鄧炳強就白紙示威發言時，鄧炳強形容近日的示威再現「顏色革命」雛型，有2019年反修例運動的積極分子參與其中，手法亦相似，鄧宣稱有人死心不息，想危害國家安全。他指出手舉寫有領袖下台、獨裁、革命等字眼的紙張，全部都可能違反港區國安法，呼籲市民切勿參加。他又認為大專院校管理層有責任防止違法事件發生，變成「黑暴基地」。
12月7日，保安局局長鄧炳強在出席立法會會議後被問到是否仍然認為白紙示威屬於「顏色革命」及是否持有相關證據時，鄧沒有即時回應，保安局於同日回應查詢時指局長鄧炳強在11月30日出席立法會會議後會見傳媒時已就「顏色革命」清楚表明立場，重申有關示威活動在不同社交平台，包括一些以反華為主的社交平台策動，有高度組織性，一些2019年反修例示威的積極分子參與其中。

## 各方反應

### 学界
重庆大学
重庆大学媒体与历史学副教授郭毅表示，“在过去的一百年里，中国学生的抗议示威对独裁统治几乎没有影响。”他认为，“在抗议发生前几个月，中央政府已经发布了新政策，由于政策放松遇到了阻力，抗议活动虽然看似对立，但更接近于使政府最初的变革计划合法化。相反，中央政府利用抗议活动来说服人们接受政策放松，这加速了清零政策的取消。更重要的是，这使得倡导自由和民主的激进声音迅速被遏制，就好像什么都没发生过一样。因此，一党制仍然完好无损。”
香港理工大學
香港理工大學前助理教授鍾劍華表示，抗议活动虽然普遍，但不太可能威胁到中央政府。他预计政府会采取绥靖和镇压的方式来平息不满情绪。他说需要观察反习口号是否会传播，但中央政府可以将责任转移到地方政府，说是地方政府过度执行了COVID-19遏制措施。
耶鲁大学
耶鲁大学政治学助理教授丹·马丁利表示，“中共实行镇压的可能性很高，一些示威者将被逮捕和起诉。”他说“只要精英阶层没有分裂，并有解放军和安全机构，习近平的权力就不会面临任何重大风险。”
淡江大學
淡江大學中國大陸研究所助教洪耀南認為，北京當局可能會妥協放寬政策，而地方政府成為代罪羔羊。
美国海军学院
美国海军学院教授余茂春认为，本次事件和八九民运的背景及诉求有所不同，“但是他的整个目标都是一样的，为了表达民众自己的声音，民众自我意识的觉醒，对（中国）共产党严厉、荒唐的政策忍无可忍。要让自己的声音要让全世界知道，要把自己的命运掌握在自己的手里，这就是人类追求自由的一种非常普遍的方式。”
新加坡国立大学
新加坡国立大学的中国政治专家吴木銮表示“人们情绪现在已经达到了沸点，因为没有明确的方向，也不知如何结束‘清零’政策。” 他指出，中国政府低估了人民的愤怒。
约翰斯·霍普金斯大学
约翰斯·霍普金斯大学社会学系主任孔誥烽教授认为，中国的抗议示威如果要酿成六四天安门那样的运动，中国最高层必须出现明显分裂，并以分裂推动变革。但是习近平在中共二十大上已经击退所有可能的政治对手。目前由习近平安插进政治局和政治局常委会中的人马几乎清一色都是习近平的心腹和亲信。“中共和人民正试图取得一种新的平衡，”孔诰烽说，“在这一过程中会出现一些不稳定。”
澳洲國立大學
澳洲國立大學政治学者宋文笛表示“这一波抗议浪潮是由‘清零’政策下对个人安全的担忧触发的，跨越阶层、地域和民族界限的问题，而解决这一问题需要全面改变国内政策，这使政府不容易与抗议者的要求达成妥协。”他说，目前已经证明抗议者可以动员起来，但将公共不满转化为政治变革，还需要抗议者更有组织，但在广泛的监控和审查制度，这很难做到。
加州大学河滨分校
加州大学河滨分校汉学家林培瑞教授分析说“这可称为自「六四事件」以来，中国最具对抗性的街头事件”“是全国性的抗议事件”。
克萊蒙特·麥肯納學院
克萊蒙特·麥肯納學院中国问题专家裴敏欣表示，习近平必须在接下来48到72小时内做出决定；上海示威者的口号在习时代前所未闻，反映中国新冠政策令人沮丧，民众实在厌倦了。
洪理达博士
《背叛老大哥：女权觉醒在中国》（Betraying Big Brother: The Feminist Awakening in China）一书的作者洪理达博士表示，在许多线下的抗争与游行中，都是女性第一个站出来。“许多在抗疫活动中站出来成为领导者的女性，她们非常非常绝望，并且认为此时此刻是一个正确的时刻，应该站出来表达自己的声音，”洪理达总结道，“过去几年的经历累积下来，让这些女生觉得不得不站出来，这对她们来说是一种情感宣泄，尽管她们知道可能会承认后果。”

### 文藝界
嚴歌苓、胡雪楊
编剧嚴歌苓、留法电影导演胡雪楊為声援上海運動，决定提前公布新片《武汉2020—手机日记》。後者表示“惊悉夜半上海申沪青年呼吁自由反抗封城清零鼻核酸之英勇壮举，感怀感动激愤激昂，在大西洋岸声援上海青年暨全中国华夏儿女讨伐恶政的游行示威及抗议！特将我们合作拍摄二度监控腰斩的新片『武汉2020—手机日记』预告片先行公布全球”，以尽绵薄之力。”
春夏
曾獲頒香港金像獎最佳女主角的演員春夏：「這麼善良老實的人民，都只是想吃飽穿暖，想有基本的尊嚴和自由，為什麼這麼難呢。」

### 中国大陆民间
11月28日凌晨，《环球时报》前总编辑胡锡进呼吁民众保持冷静，并呼吁政府在重大问题上坚决走群众路线，事情越是棘手难办，越要倾听民众呼声。他亦懇請示威群眾不要被外部力量利用，否則將成為摧毀所有人的洪水。

### 民主运动人士及持不同政见者
王丹
1989年民運學生領袖王丹接受美国之音采访時認為“尤其有很多年轻世代开始站出来。我觉得这是事情发展的必然。经济凋敝、那种暴政一般的防疫政策、以及年轻人的失业，导致中国出现大规模民怨，应该说是大概率會发生的事情。”并對此次運動之前景看好。
周锋锁
周锋锁表示，在中国多年来实施极权统治下，人民习惯了说假话，自我审查多年，还能有民众和学生愿意真心表达意见，让他感动和激动，特别是作为清华大学的旧生，看到有清华大学的女学生，拿起白纸抗议，以及在学园内有上千人聚集，一同唱歌的场面，感到心情激动，他表示，从目前的情况看，现在的抗争，与89年的学生运动有相同之处。
胡平
胡平认为，动态清零的次生灾害已经使中国人民忍无可忍，“他本来只是反对封控措施对人们生活的严重干扰，但是只要人们聚到一起，你就可以看出他们实际上有着更深、更强烈的诉求。”他还表示此次抗争“和89年民运有非常大的不同，因为在那时，中国的整个政治大气候是相当宽松的…而且在高层，整个倾向也是倾向进一步的开放，包括进一步自由化。现在情况完全相反…在这种情况下，仍然发生这种呼声，我觉得尤其可贵，也尤其反映出中国的深层问题。”胡平分析，此次大规模抗争，有可能加速中国解除动态清零…也为未来的民主高潮发出信号。”
邓聿文
邓聿文认为：“清零政策本身反映了习近平专制政权的极端荒谬性，是其反人性的集中暴露。人们不会只记着清零，而会由清零中的种种限制人性的做法联想到过去十年这个政权的所作所为。本来，习政权在许多人那里已经丧失了它的合法性，人们对它的信任降到了冰点。经过三年疫情的折腾，它让社会更多的人看清了其反人性的本性，对它的厌恶有增无减，希望它倒台恐怕是多数人的心理。”他还表示，如果当局顺应抗议者的诉求，放开疫情管控，并同意不对抗议者秋后算账，应该能够很快平息抗议行动。但假如当局判断抗议的背后有海外敌对势力和国内阶级敌人的渗透和煽动，要在中国借清零搞颜色革命，推翻中共统治，则下一步必然会采取暴力手段进行镇压，如果在此过程中造成流血事件，无疑会使矛盾激化，全面唤醒民众心中多年来对政权的被压迫感。
吴国光
吴国光指出，第一，这次“白纸革命”是中国民众争取最低限度人身权利的抗争；第二，“白纸革命”之所以迅速在全国蔓延，最大的原因在于民众相互之间的共情；第三，“白纸革命”到目前为止的最大意义在于中国民众打破了恐惧心理，勇敢地站了出来。他分析说，不能期望“白纸革命”风暴般摧古拉朽地就完成了革命的使命。但是，“白纸革命”的这种勇敢却一定会改写中国的未来。
艾未未
艾未未表示，抗議活動不太可能繼續下去，不僅是因為安全部隊會鎮壓發聲的人，也因為示威者本身缺乏組織和領導，他們沒有明確的政治訴求，所以只要逮捕他們就可以。他並表示，1989年遭到血腥鎮壓的北京天安門示威者，有更多「訴求」。他補充說：「即使香港那樣的規模或1989年規模的事情發生，還是不會動搖政府。」他認為，中國大陸執政的中国共產黨「非常擔心革命」，並會「採取一切措施防止這種情況發生」，從網路審查到動用警察力量等等。
笑蜀
笑蜀表示，“我可以重拾对社会、对一代年轻人的信心了”、“现在我找到了我的信心的依据，洗脑成功但其成功终究有限”。
吕京花
原北京工人自治联合会领袖吕京花为这次运动中的女性表现感到骄傲。她认为，这是一场真正的全民运动：“任何群众性运动，假如有女性参与就特别完美，也会鼓舞很多人有那种参与感。”
蔡霞
前中共中央党校教授蔡霞分析，中国官方最有可能的路径是“半软半硬地解决”，一方面部分放松管制，另一方面以惯用的隐瞒真相、推卸责任、转移视线、高压手段阻挡人们聚集，瓦解运动。她说，此次运动与八十年代不一样。由于环境的严酷性，人们对中国政府已经没有期待，没有幻想，提出自己的诉求哪怕以命来相争。对于海内外中国学生在此次运动中的快速串联，她表示，“高科技让年轻人有机会从各方面取得资讯，使自己思想冲破谎言与欺骗牢笼，获得精神的解放。另一方面，中国大学生也尝够了中国社会的现实，这教育了他们，我觉得他们会比我们这代人觉醒更快，这让我觉得中国政府这次的洗脑宣传是失败的。”

### 金融市场
11月28日，香港股市开盘跌幅超过百分之3。恒生指数开盘时暴跌3.26%，至17,000.23点。上證指數下跌1.5%，至3,055.29点，而中国第二大的深圳证券交易所下跌1.54%，至1,953.71点。歐洲600指數（.STOXX）下跌0.7%，歐洲石油類股（.SXEP）下跌1.4%；路透社认为，这一系列下跌顯示出全球市場對中國「清零」政策衍生出的問題感到擔憂。

## 相关事件及争议

### 慰問索羅門群島地震
11月25日，新華社報導，習近平就索羅門群島遭受地震災害向索羅門群島總督戴維·武納吉致慰問電，此次慰問引發民眾憤慨，當局向非洲國家免除債務和投資，但是不向被疫情封控的中國民眾提供任何補助或減免債務，認為領導人對國內上海封城，貴州大巴，新疆大火等事件毫不關心，其後大陸網站將「索羅門群島」設為禁搜詞，並刪除相關評論。

### 「烏魯木齊中路」路牌
上海的抗議最初發生在與烏魯木齊同名的乌鲁木齐中路一帶。11月27日夜晚，有工作人員將「烏魯木齊中路」路牌搬走，並丟棄在路邊。《聯合報》、《星洲日報》等稱是警方為免人群聚集所為《自由時報》分析，上海政府似乎是怕市民聚集抗議，派人拆除路牌。香港《星島日報》及其下《頭條日報》引述網友説法，一網友稱摘路牌“可能”是施工中的正常行為，與抗議關係不大，另一網友稱次日早晨路牌沒有缺失。

### 传上海晨光停售A4「白紙」
11月28日，網傳一張由上海晨光文具股份有限公司發出的「緊急聲明」，聲稱為針對「白紙革命」、「白紙運動」，「為防不法分子」發起「顛覆活動」，將會停售A4紙。其後上海晨光公告宣稱，該「緊急聲明」屬偽造。公告发布时，大河报记者以进货名义联系上海晨光总部，總部客服表示收到了公司的停售通知，已经暂停销售A4纸；記者詢問停售聲明是否僞造，客服表示“暂时没有收到（澄清公告）这个消息，（停售A4紙）声明是公司发布的，我这边也收到了声明的”。随后该记者又向晨光网店查询，網店客服称商品正常销售，发送了澄清公告的截图。

### 传日本迪士尼推出相关商品声援
日本迪士尼官网被发现贩售印有小熊維尼举白纸图样的系列产品。该系列商品包括T-Shirt、连帽运动衫、手提袋和马克杯。有观点认为这是日本迪士尼支持“白纸革命”的举动。不过，德国之声經核實後表示，这是日本插画家卡娜赫拉和Shop Disney合作推出一段時間了的商品，该幅小熊维尼插图早在2019年就已经出现，并非为了呼应此次中国关于疫情的一系列抗议活动。

### 境外势力挑动論
随着抗议持续，中国社交媒体和网络上开始出现指控“境外勢力”是这些示威活动背后推手的说法，社媒上一篇文章也指出抗議是典型的颜色革命手法。网络上流传的几张聊天截图显示，许多人表示听说各大抗议现场有人提供每人200至500元人民币的价格，雇佣普通民众去抗议。根據美国之音，網上另外有说法称这场运动有美国提供的“5亿美元”做经费支持，但報導指出“5亿美元”是美国国会拨款用于“反击中国虚假信息”的预算。英国广播公司BBC记者爱德·劳伦斯被捕的照片刚在中国社媒上传开时，網民在不清楚他身份情况下亦将他視为“境外势力”。相反地，社交媒体上也有许多嘲諷“境外势力”说法的声音。网上資料显示，現場参与运动的中国示威者對此进行反驳和嘲讽。
中国政治专栏作家任意認為相關口號是政治性的、關鍵外媒都到了現場和作頭條報導、多個地方同時發生示威和維基百科第一時間出現相關條目等。胡锡进認為，近日抗議為外部因素和內部因素加乘的結果。
长平认为，对境外势力的指控，是中国政府宣传的一种话语圈套。美國參議院情報委員會副主席马可·鲁比奥采访时表示，外国势力根本不可能在中国煽动任何事，那是一个媒体完全被控制的环境。共和党议员吉姆·里施表示，他认为将抗议发生的原因与“境外势力”连结是借口。

### 黑客組織「匿名者」的行動
黑客組織匿名者因為自由理念，於中國白紙運動期間聲援中國民眾。匿名者指出由於中國當局在白紙革命期間在網絡上追踪公民，匿名者將提供各種民眾可保護自己的方法；並向中國政府提出了五大訴求：停止強制核酸、爭取中國言論自由、釋放本次活動被捕者、放開出入境、取消領導職務終身制。12月1日起，匿名者發起了“白皮書行動”，展開DDoS（分佈式阻斷服務）攻擊並關閉了中國政府控制的網站，並洩露了多地政府官员、警察以及中共党员的個人信息。

### FBI逮捕威胁白纸运动支持者人士
波士顿的FBI逮捕了一名伯克利音乐学院的中国留学生吴啸雷（音：Wu Xiaolei），该学生于当天晚些时候获得保释。随后据马萨诸塞州的联邦检察官办公室与FBI分别于官网和推特发布的声明指出，此人多次暴力威胁并跟踪白纸运动人士，已由该州检察官起诉。

### 《烏魯木齊中路》紀錄片
2023年11月26日，適逢白紙運動一周年，導演陳品霖於互聯網上傳《烏魯木齊中路》紀錄片，重現運動從悼念火災遇難者到提出政治訴求的演變過程，又批評政府誤導民眾運動為境外勢力所為。影片上傳一周後遭到刪除，其X（前稱Twitter）及YouTube帳號亦被註銷。據中華人民共和國維權網站民生觀察披露，陳品霖於2024年1月5日被當局以尋釁滋事罪名拘捕，2月18日遭正式起訴。